# Immigration à Besançon

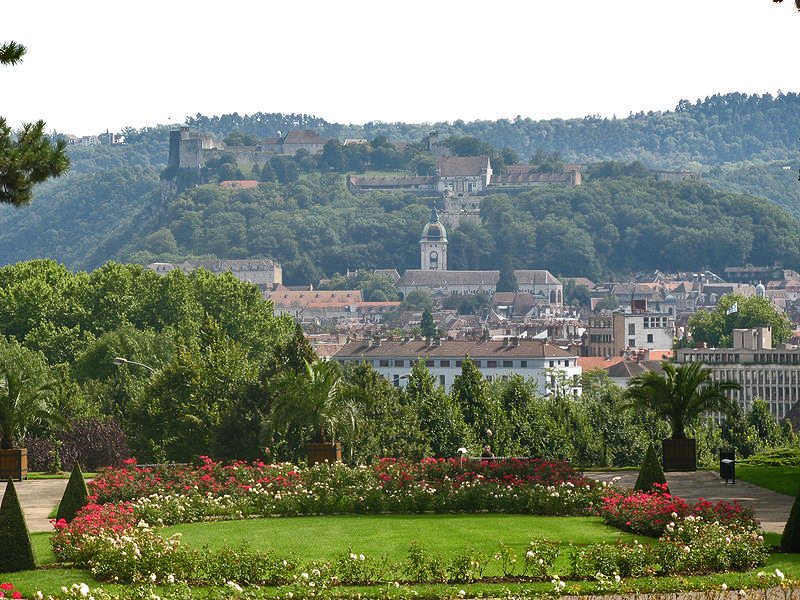
Besançon, la vieille ville.

Vous lisez un « bon article » labellisé en 2010.
L'immigration à Besançon est l'installation à Besançon de personnes appelées « immigrés », n'étant pas né dans la ville ou ses environs (Franche-Comté/ Comté de Bourgogne, Séquanie). Aujourd'hui, cela fait référence aux individus n'ayant pas — le plus souvent — la nationalité française et venant d'un autre pays que la France. Les premiers immigrants furent les Séquanes, suivis des Romains qui envahirent la région avant que la ville ne soit rattachée au royaume franc. Cependant, les premiers vrais migrants furent les Juifs, qui s'installèrent dans la capitale comtoise à partir du Moyen Âge et jusqu'au XIXe siècle.
La ville fut de nouveau fortement influencée par la population italienne à la Renaissance, puis les Suisses s'installèrent dans la cité à partir du XVIIIe siècle et y fondèrent l'essentiel de l'activité horlogère. À partir des années 1870, des soldats coloniaux originaires des colonies de l'Empire — essentiellement des Maghrébins et quelques Asiatiques — débarquèrent en métropole pour soutenir l'armée française. À la suite de la Première Guerre mondiale et surtout dans les années 1920 et 1930 commença l'immigration italienne, espagnole, portugaise et d'Europe de l'Est afin de répondre à la demande de main-d'œuvre dans les usines. Une immigration massive est intervenue à la suite de la Seconde Guerre mondiale de la part de populations originaires du Maghreb, de la péninsule Ibérique et d'Italie jusque dans les années 1980 pour ces mêmes besoins de main-d'œuvre et notamment pour la construction de nouveaux grands ensembles.
Enfin, les dernières vagues d'immigration concernent des migrants originaires d'Europe de l'Est — notamment des Balkans et de l'ex-Yougoslavie —, d'Afrique subsaharienne et aussi — mais dans une moindre mesure — d'Asie du Sud-Est. L'installation depuis des siècles de ces nouvelles populations a modifié significativement la ville et lui a donné un visage cosmopolite et pluri-identitaire. De nouvelles cultures et religions sont apparues avec ces flux de populations, dont la plus ancienne est incontestablement le judaïsme, suivie plus récemment de l'islam et du bouddhisme.

## Histoire
Cette rubrique traite de l'histoire de l'immigration à Besançon en général ; concernant l'impact de ces nouvelles populations dans la ville, se reporter à la rubrique impact de l'immigration à Besançon.
L'histoire de l'immigration à Besançon se déroule sur plusieurs siècles, voire plusieurs millénaires si l'on prend en compte les diverses invasions auxquelles la capitale comtoise fut confrontée. Les immigrés proprement dits se sont installés dans la ville le plus souvent pour deux raisons : les problèmes socio-économiques (recherche de travail, d'un meilleur cadre de vie, etc.) et la fuite de leurs pays d'origine à cause de conflits politiques (guerres, persécution, etc.) ; on note également, dans une moindre mesure, la présence de soldats étrangers de 1870 à 1945 dont la plupart s'établiront à Besançon. De nombreuses nationalités sont représentées dans la ville, presque autant qu'il y a de pays dans le monde ; cependant toutes ces populations immigrées ont un point commun : elles ont, à travers les âges, laissé des traces visibles dans la cité.

### Vesontio, ville gauloise puis romaine
La ville de Besançon fut jadis de nombreuses fois sous domination de peuples et d'empires. Bien que l'on ne puisse pas parler d'immigration proprement dite mais plutôt d'invasions, il faut souligner l'importance de ces populations non autochtones qui eurent un impact décisif sur la cité et sa région, au niveau démographique, historique, culturel et architectural.
Au IIe siècle avant notre ère, l'oppidum est la possession des Séquanes, peuple gaulois (voir Celtes) qui contrôle un vaste territoire s'étendant entre le Rhône, la Saône, le Jura et les Vosges. La présence d'aménagements publics à cette époque est attestée par des campagnes de fouilles ; les plus anciens ont été découverts lors des fouilles préventives réalisées sur le site des remparts dérasés en 2001. La ville était ceinturée par un mur de berge (murus gallicus) dont des vestiges ont été mis au jour sur ce même site. L'oppidum, du nom de Vesontio (en latin), était alors le centre économique de la Séquanie et c'est à ce titre qu'il est convoité par les Germains puis par les Éduens avant que Jules César n'en fasse la conquête en 58 avant notre ère. La cité passe totalement sous domination romaine à la suite de la bataille de Vesontio ; commence alors un contact avec la péninsule italienne dont le témoignage le plus fort et sans conteste l'ouvrage de ce même Jules César, la Guerre des Gaules, qui constitue l’une des premières traces écrites de la cité, (voir la Guerre des Gaules de Jules César à propos de Besançon sur Wikiquote). La ville connaît sous la domination romaine une période de splendeur, attestée par les nombreuses ruines encore présentes de nos jours,, telles que la porte noire, l'aqueduc de Besançon-Arcier passant par la porte taillée et aboutissant au square Castan, ou encore les ruines des arènes de Besançon.

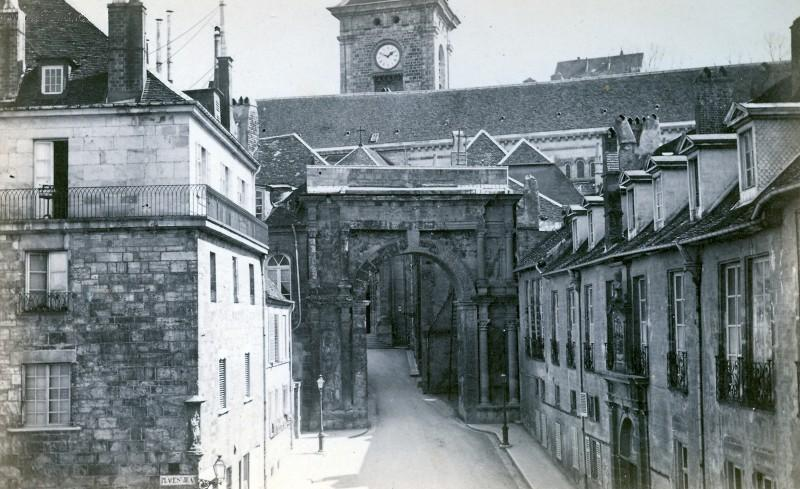
La porte noire.
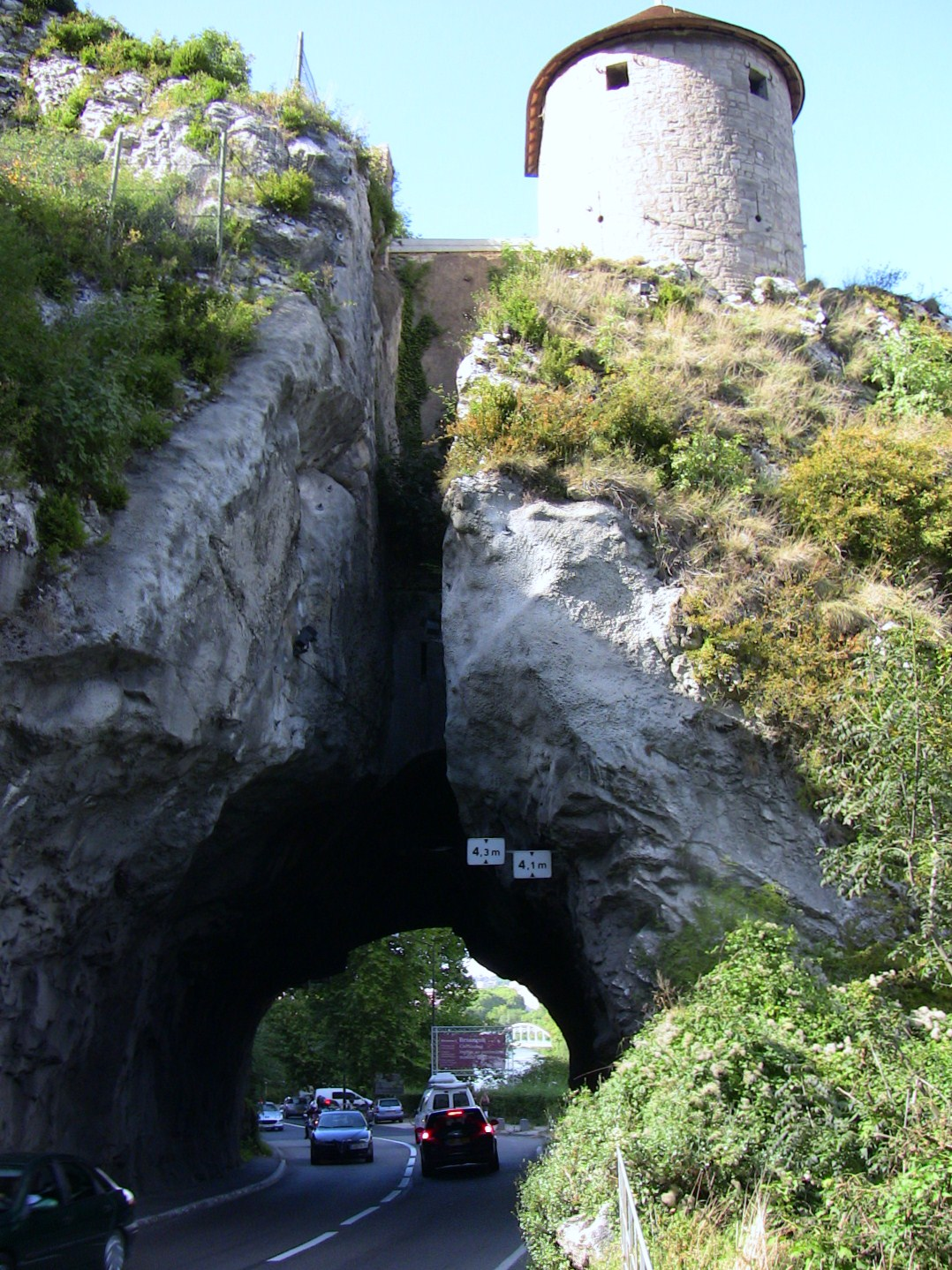
La porte taillée.
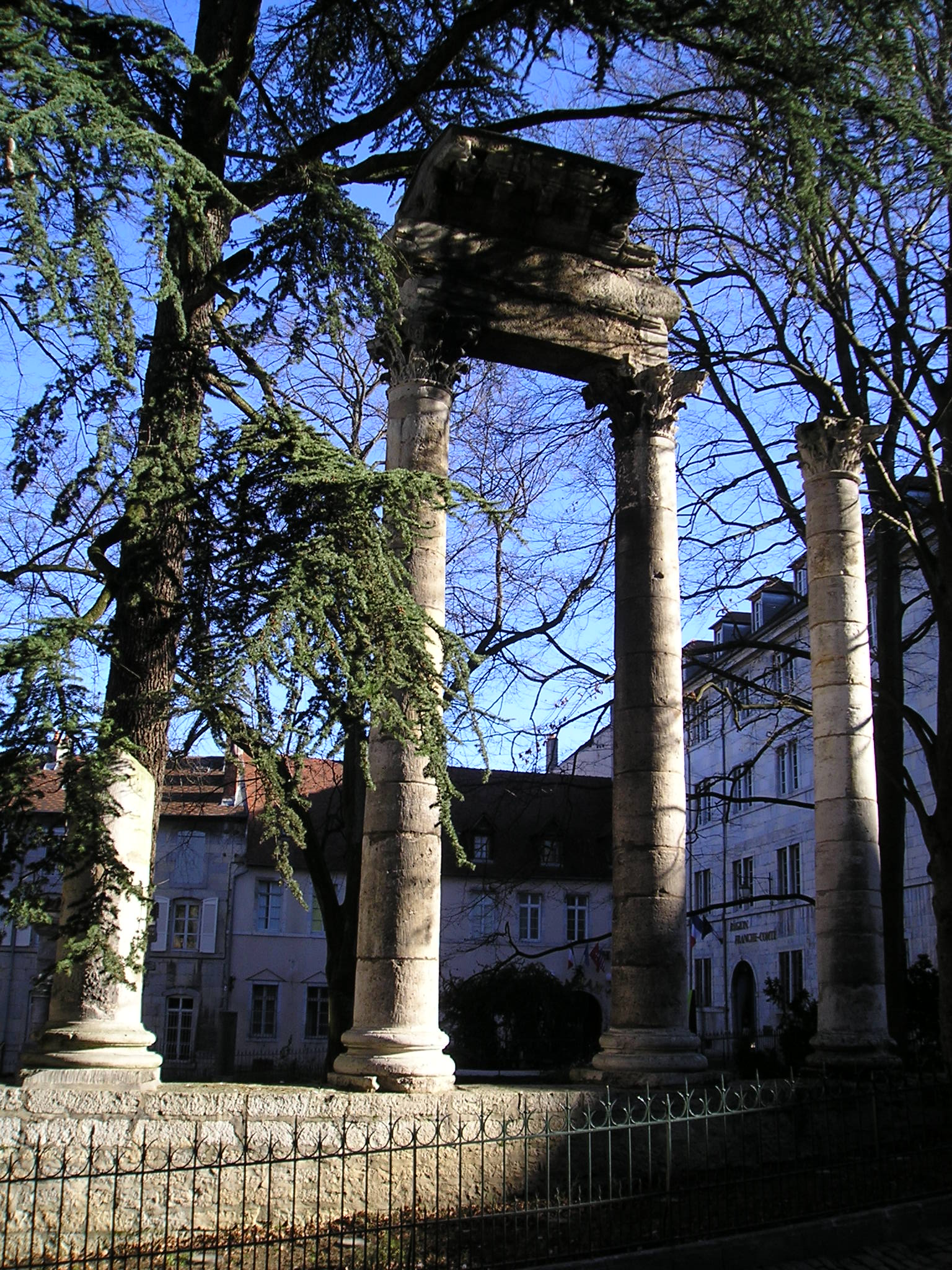
Le square Castan.
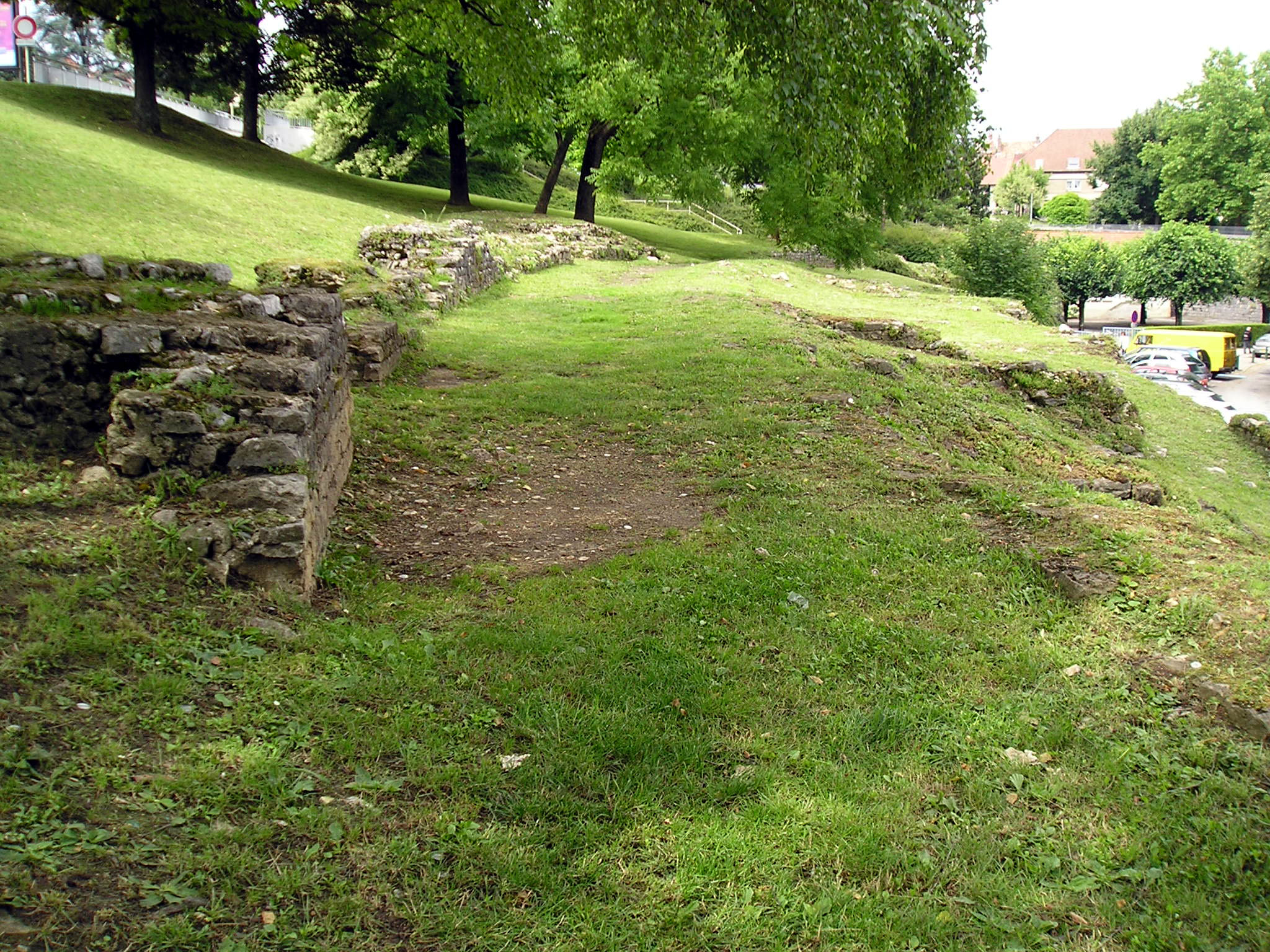
Les anciennes arènes.

### L'établissement de Juifs dans la ville

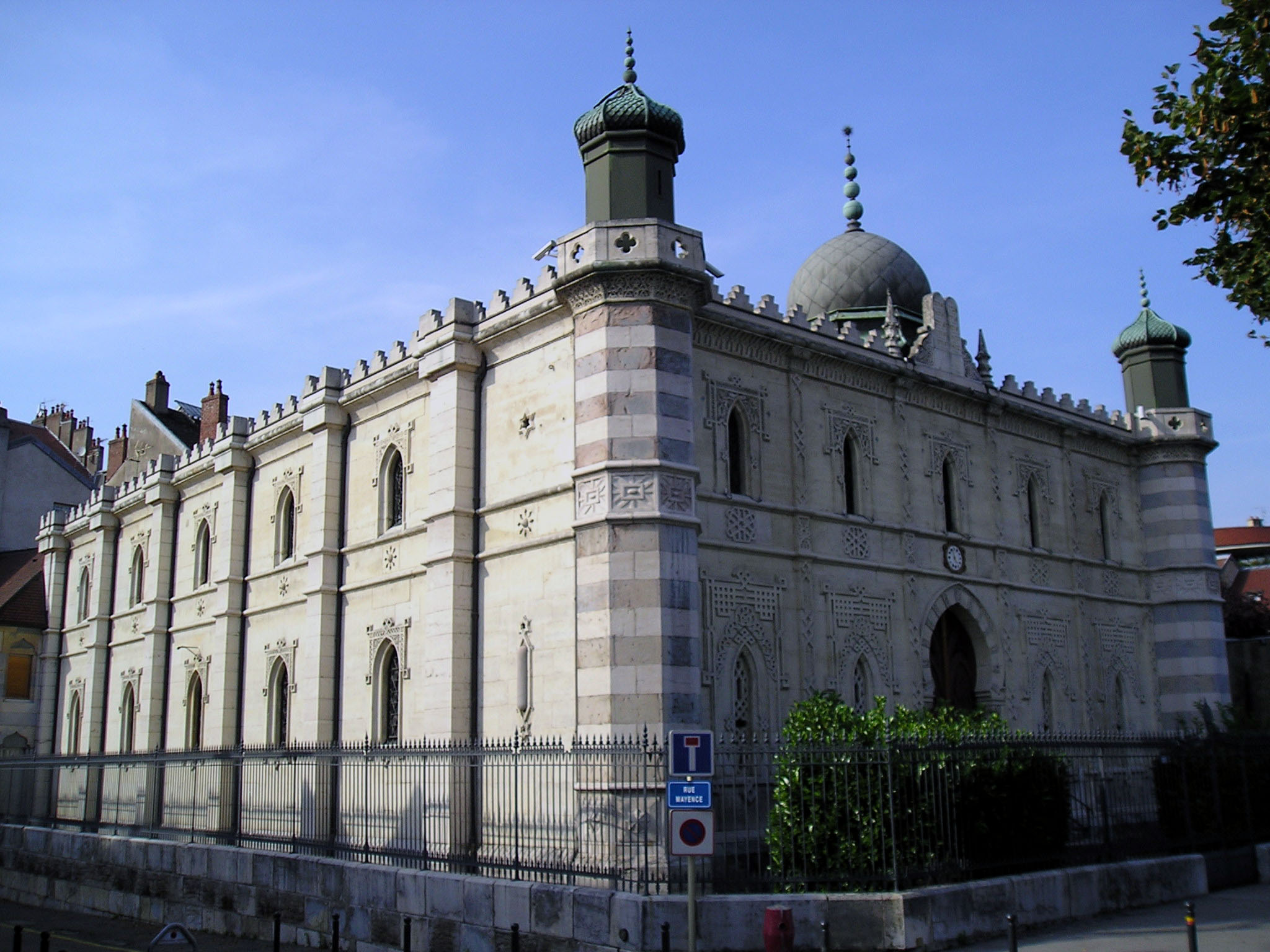
La construction de la synagogue de Besançon en 1869 symbolise l'importance historique de la communauté juive de la ville.

Les premiers véritables migrants venus s'établir dans l'actuelle capitale comtoise sont les Juifs. En effet, la ville de Besançon étant une place commerciale privilégiée en raison de sa proximité avec l'Allemagne et l'Italie, de nombreux commerçants juifs passent régulièrement au sein de la cité. Une lettre du pape Innocent IV envoyée en 1245 à l'archevêque de Besançon lui demandant de faire respecter le port de la rouelle par les Juifs confirme leur présence dans la région dès cette époque. Au XIVe siècle, le gouvernement communal de Besançon décide d'accorder aux Juifs des autorisations de séjour sur le territoire, moyennant un droit « d’entrage » ainsi qu'un « cens annuel ». En 1393, des documents attestent que douze familles juives sont installées dans la ville, et que celles-ci « entretiennent Joseph de Trèves pour maistre de leur escole ». L'année qui suit, un citoyen bisontin est condamné à 60 sous d'amende pour avoir battu l'un des Juifs qui étaient « en la garde de la ville ». Il semble que certains Juifs de France se réfugient à Besançon au milieu du XIVe siècle pour échapper à l'amende ordonnée contre les Juifs pour participation au complot des lépreux, une théorie du complot juif voulant qu'ils se soient alliés avec les lépreux et le royaume de Grenade musulman pour empoisonner les puits. En 1394, le roi de France Charles VI expulse les Juifs de ses États, et le duc Philippe le Hardi en fait de même dans le duché de Bourgogne. Mais la ville de Besançon est une cité impériale, et n’est donc pas touchée par ces mesures restrictives. Elle devient alors un refuge pour les Juifs expulsés des États voisins, ce qui alimente la croissance démographique de la communauté bisontine.

### La Renaissance italienne et l'arrivée de Suisses

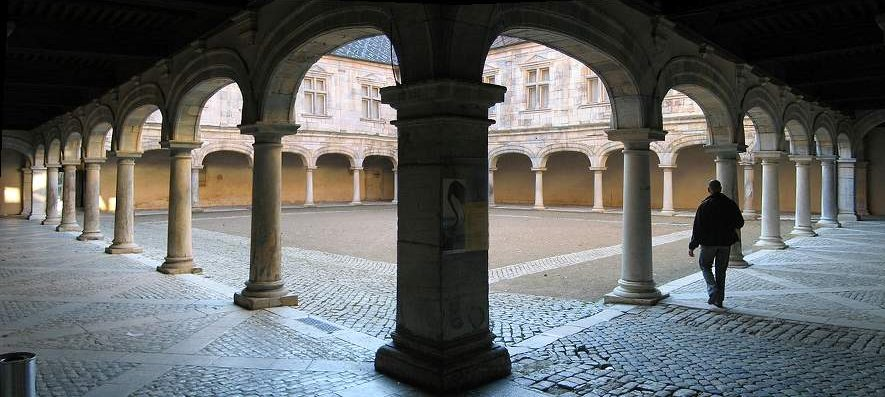
La cour du palais Granvelle.

Les relations entre Besançon et la péninsule italienne reprennent au XVIe siècle durant la Renaissance, les territoires transalpins ayant à cette époque une influence et une splendeur sans égales. La trace de marchands originaires de Gênes à partir de 1535 est attestée, notamment parce que ces derniers furent chassés de Lyon et de Chambéry. Ces Génois installent alors une foire dans la ville qui attire pendant quelque temps un certain nombre de commerçants et de changeurs. Cependant l'arrivée d'Italiens s'estompe peu à peu, la ville se révélant peu rentable et plutôt difficile d’accès. Une trace visible de la grandeur de cette époque subsiste néanmoins dans la ville : il s'agit du palais Granvelle, véritable chef-d'œuvre architectural issu de la Renaissance.

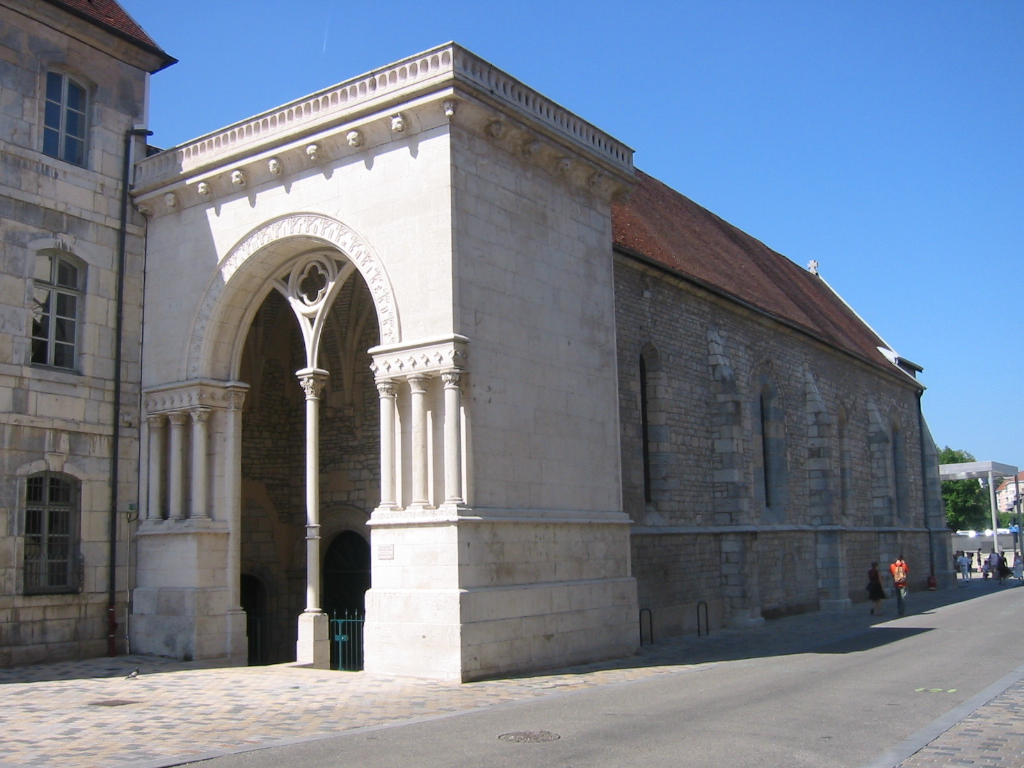
Le temple protestant du Saint-Esprit.

À partir du XVIe siècle, le protestantisme semble être apparu dans l'actuelle capitale comtoise apparemment avec l'immigration d'une population originaire de Suisse et de la principauté de Montbéliard. La ville de Besançon s'était montrée particulièrement hostile face au culte réformé, mais cette hostilité est peu à peu oubliée quand les horlogers suisses, qui étaient pour la plupart calvinistes, introduisirent l'industrie horlogère en Franche-Comté. C'est ainsi que les protestants de la ville se voient attribuer la chapelle du Refuge, puis l'ancienne chapelle des capucins (qui s'appelle par la suite temple de Chamars) et enfin l'église du Saint-Esprit,. C'est en 1793 que le Genevois Laurent Mégevand (1754-1814) accompagné de 80 confrères s'installe à Besançon, et fonde le pôle industriel horloger historique de la ville, ; ils parviendront à faire venir par la suite dans la cité 22 familles d'horlogers, soit entre 400 et 700 personnes. À la fin de l'Empire, on compte environ 1500 Suisses dans la ville dont 500 travaillant exclusivement dans l'activité horlogère, avant que cette communauté ne soit peu à peu remplacée par de la main d'œuvre locale.

### Des années 1850 à la Première Guerre mondiale
La ville de Besançon connaît à partir des années 1850 un développement économique engendrant la première immigration de masse dans la ville. À cette époque, les Suisses sont majoritaires mais les Italiens deviennent peu à peu la première communauté d'étrangers de la ville. Grâce aux chiffres du recensement de 1846, on s'aperçoit que les étrangers de la ville sont principalement d'origine italienne, allemande et suisse (et notamment de Neuchâtel), et que les relations entre ces populations avec les autochtones ne sont ni très hostiles ni très cordiales. Dans le livre Histoire de Besançon de Claude Fohlen, un passage évoque une « batailleuse main d’œuvre piémontaise » durant la construction en 1850 du canal souterrain d’alimentation en eau, reliant les sources d’Arcier à Besançon. D’après les chiffres du recensement de 1851, on compte environ 300 Savoyards et 96 Italiens dans la ville, et 335 dans le département. La communauté italienne de la capitale comtoise ne fait que croître à partir de cette époque, et accueille une population originaire du Nord-Ouest de l’Italie, du Piémont, de Lombardie ainsi que, mais dans une moindre mesure, de Ligurie ; cette population est mouvante, nomade, ouvrière, essentiellement masculine et jeune. Parallèlement, les Italiens marchands, colporteurs, artistes caractéristiques des migrations d’Ancien Régime s'installent encore dans la ville, comme le souligne Gaston Coindre dans son livre Mon vieux Besançon.

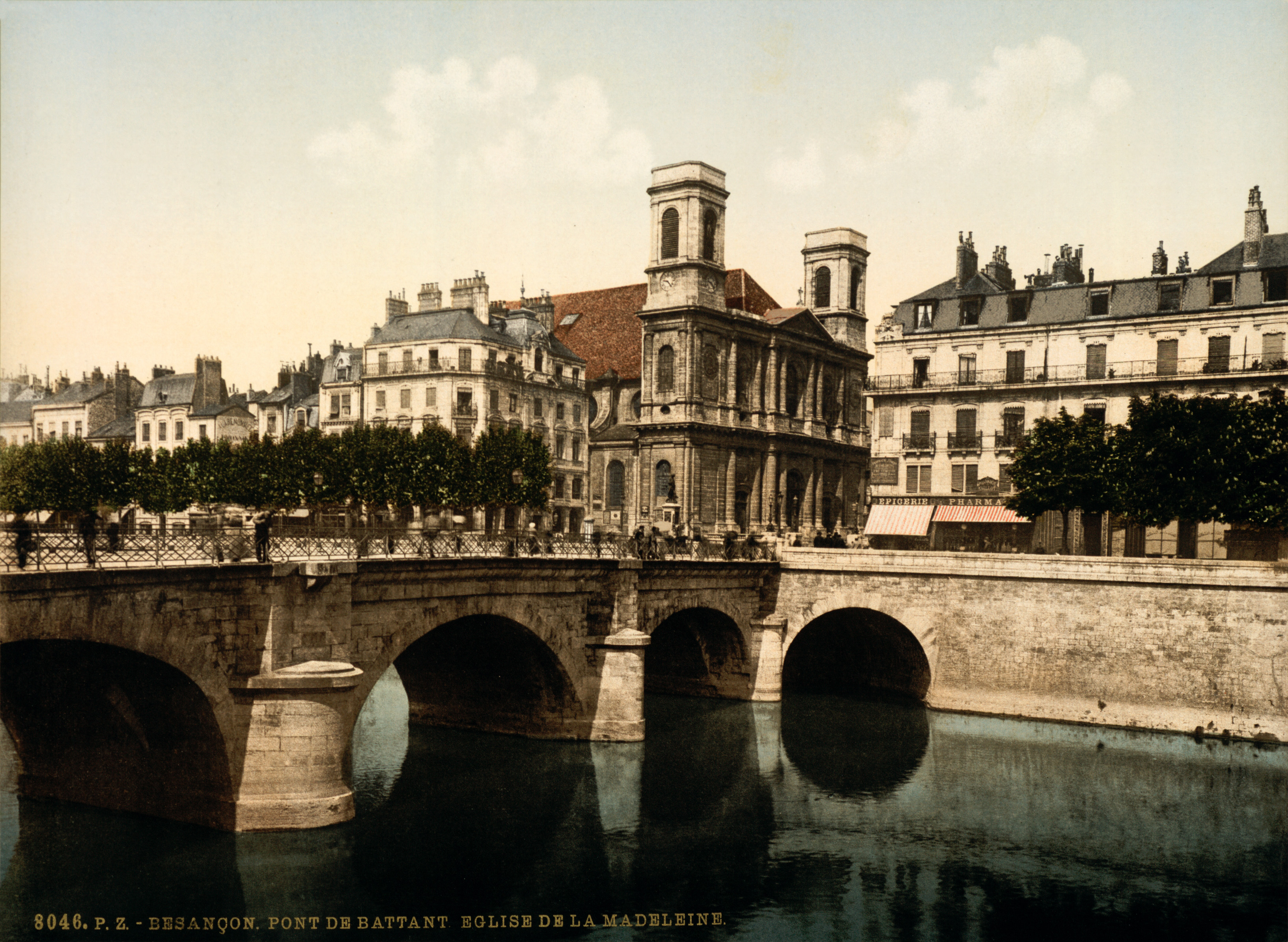
Le quartier de Battant en 1896, où s'installèrent de nombreux immigrés italiens.

Coindre décrit ainsi des personnages faisant partie du quotidien bisontin : le traiteur Gaétan Migon (chez qui Honoré de Balzac dîne en 1833), Roncaglio l’organiste de l'église Saint-Pierre puis de la cathédrale Saint-Jean (1780-1864), le statutaire-mouleur Jean-Baptiste Franceschi (1795-1881) et ses deux fils sculpteurs. En 1872 le tout premier consulat de Besançon ouvre : il s'agit du consulat italien, suivi en 1874 d'un consulat suisse ; cependant seul ce dernier est toujours en fonctionnement. À l'aube de la Guerre franco-prussienne de 1870 et des événements de la Commune incluant des conséquences locales, la ville comprend une partie significative d'Italiens, de Suisses, d'Austro-allemands, ainsi que quelques Russes et même des religieuses originaires du Proche-Orient. En 1876, on dénombre 166 Italiens à Besançon, travaillant essentiellement dans le bâtiment et les travaux publics, et plus de 200 en 1888. Cette population est éparpillée dans toute la ville, cependant le quartier de Battant, et notamment les rues du Petit Charmont, du Grand Charmont et Richebourg, en accueille la plus forte concentration.

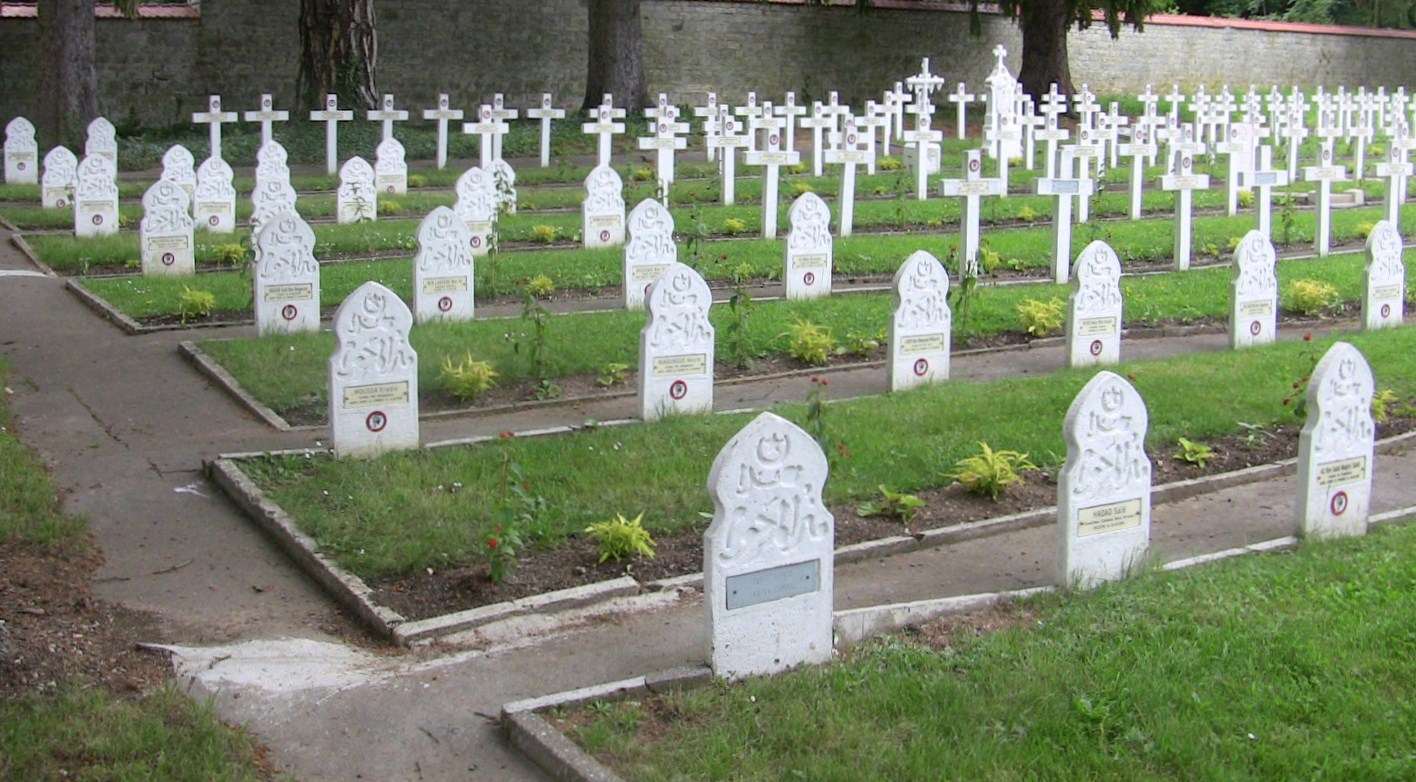
Carré musulman du cimetière de Saint-Claude de Besançon.

Après la guerre franco-prussienne de 1870 et surtout durant la première moitié du XXe siècle, la Franche-Comté, ainsi que le reste des régions frontalières de France, voit débarquer de nombreux soldats coloniaux dont beaucoup sont originaires du Maghreb. À la suite de la défaite du Second Empire face aux royaumes allemands unis derrière la Prusse en 1871, la France se prépare à la « Revanche » dès 1890, et enrôle de gré ou de force la population vivant dans ses colonies, en Afrique et en Indochine,. La participation de soldats coloniaux dans la région de Besançon durant la Première Guerre mondiale est rappelée par la présence de tombes musulmanes situées dans le cimetière de Saint-Claude qui possède un carré musulman à la mémoire des soldats tombés lors des deux guerres mondiales, et compte une vingtaine de stèles orientales. Cependant la présence de coloniaux avant et pendant la Première Guerre mondiale à Besançon semble secondaire, et il faudra attendre la Seconde Guerre mondiale pour que de véritables « armées indigènes » se battent en Franche-Comté.
Dans les années 1890, des incidents entre ouvriers français et italiens éclatent à Besançon, mais aussi dans d'autres localités françaises. C'est ainsi qu'en mars 1890 des échauffourées ont eu lieu pendant la construction d’une usine de papeterie au secteur des Prés-de-Vaux ; le journal local Le Petit Comtois écrit d'ailleurs un article à ce propos le lendemain des événements, informant que les Italiens ne sont plus embauchés, à la plus grande joie des travailleurs français. Cependant, la ville de Besançon perd de son attrait, et des estimations faites en 1889 montrent que les travailleurs étrangers préfèrent s’installer à Pontarlier, à Morteau et surtout dans le Pays de Montbéliard ainsi que dans le territoire de Belfort du fait de l'industrialisation plus massive de ces villes. Le recensement de 1896 confirme que la communauté italienne est en légère baisse démographique dans la ville, même si le nombre d'Italiens reste au moins égal à 200 personnes ; pour l’ensemble du département on dénombre 1 663 Transalpins la même année. En 1911, il y a 2 467 Italiens et 7 843 Suisses dans le département, mais à partir de 1914 la situation des étrangers devient plus précaire à cause de la Première Guerre mondiale.
Après la pose de la première pierre du grand hôtel de Besançon-les-Bains, un problème survient : les matériaux, qui sont tous importés, sont jugés de mauvaise qualité par les ouvriers italiens, ce qui provoque leur colère. Ces mêmes ouvriers sont plus tard au cœur d'un débat féroce lorsque 1 500 manifestants se pressent devant la mairie le 22 septembre 1891 pour réclamer que les Italiens soient remplacés par des Français. Large retentissement populaire et médiatique, notamment lorsque la presse locale titre « Trop d'étrangers » ou « Trop d'ennemis qu'on fait vivre au détriment de nos compatriotes », ce qui provoque le renvoi de ces ouvriers quelques mois plus tard. Ils sont remplacés par de la main d'œuvre locale. Cet épisode est soigneusement caché par les historiens : le livre très complet de Gaston Coindre, intitulé Mon vieux Besançon, écrit de 1900 à 1912, racontant dans les moindres détails la vie de la capitale comtoise et de ses habitants, ne consacre pas une seule ligne à la nouvelle station thermale.

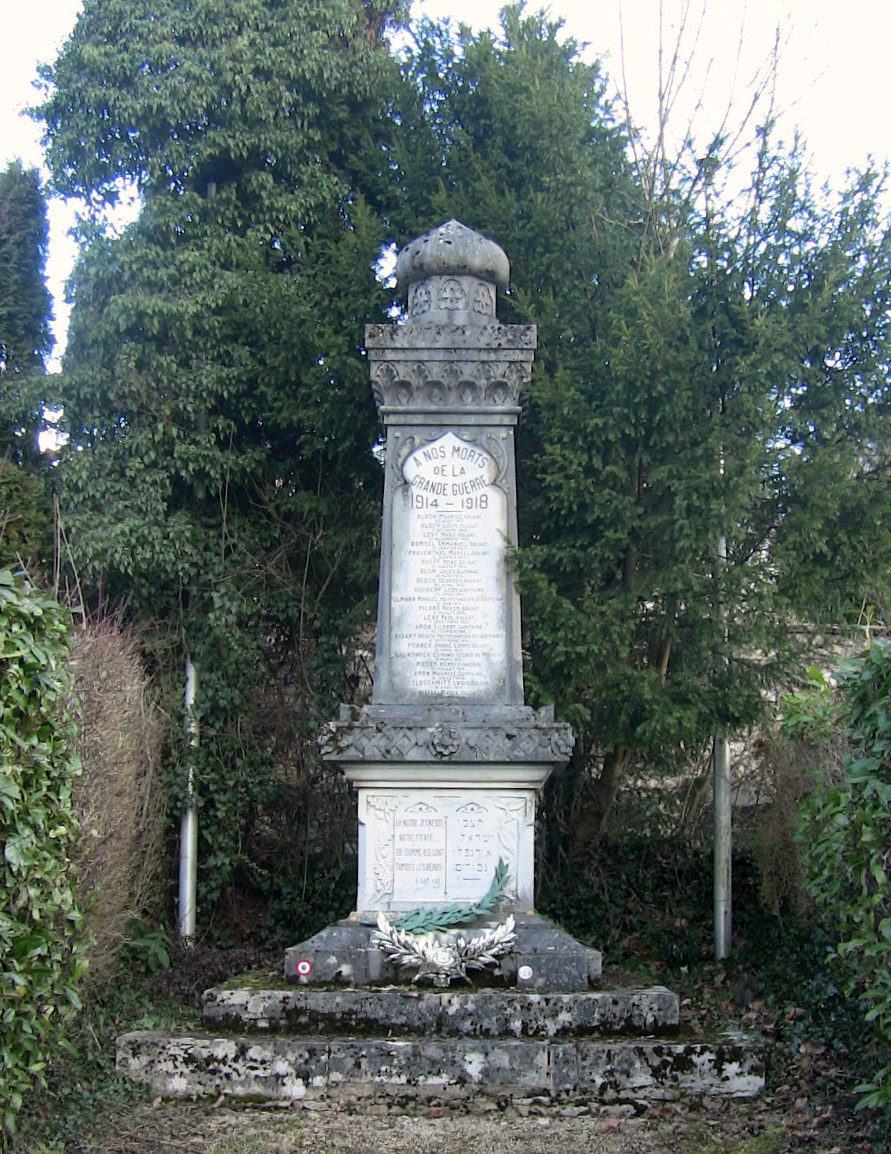
Le monument aux morts du cimetière juif.

La population juive de Besançon est touchée comme tous les Français par la Première Guerre mondiale. Un monument aux morts a été érigé à la mémoire des membres de la communauté bisontine tués au combat durant le conflit, à l'entrée du cimetière juif de la ville. Au pied du monument est inscrit « Ah ! notre jeunesse ! notre fierté... oh ! comme ils sont tombés les héros ! (II SAM 1.19.) », et une cocarde du souvenir français est également fixée au pied de l'édifice. Vingt noms sont gravés sur ce monument aux morts.

### L'après Première Guerre mondiale
Après la Première Guerre mondiale, la ville de Besançon connaît une récession économique notamment avec la fragilisation de l'activité l'horlogère, et se tourne alors vers d’autres secteurs comme le textile, la métallurgie, l’alimentation ou encore le papier-carton. La ville se développe cependant de manière assez modeste à partir des années 1920, et la population croît de 17 % entre 1921 et 1936, passant de 55 652 à 65 022 habitants. On compte en 1936 1 352 Italiens et 1 103 Suisses, ainsi qu'une nouvelle population dont des républicains espagnols, des réfugiés venus d’Europe de l'Est et des territoires de l’Union soviétique. La ville accueille également une nouvelle population juive, majoritairement originaire d’Allemagne, d'Autriche, de Pologne et plus généralement d’Europe centrale, installés à Besançon car ils craignaient la montée de l'antisémitisme dans leurs pays d'origine. En 1934, la capitale comtoise compte environ 2 500 dont une bonne partie se sont récemment installés ; cette immigration ne fait que s'accentuer en 1939, avec l'Anschluss et l'entrée en guerre entre les Alliés et l'Axe. À la fin des années 1930, la ville fait face à des nouvelles hostilités envers les étrangers, notamment pour les ressortissants des pays qui ont adopté une autre politique que celle de la France, dont les Espagnols et les Tchèques ainsi que les Italiens, qui connaîtront plusieurs manifestations anti-italiennes en 1938 et en 1940. Pourtant, ces immigrés s’adaptent et s’installent petit à petit dans la ville, comme c'est le cas des Italiens dont la plupart prépareront le terrain à l’arrivée de parents et amis pendant les Trente Glorieuses.
En 1936, la ville compte 3 212 étrangers pour une population totale de 56 491 habitants, représentant environ 5,7 % ; on recense 1 352 Italiens (soit près de la moitié des étrangers), 1 103 Suisses, 156 Polonais ainsi que des migrants d’autres nationalités en plus faible nombre. Les Italiens forment la plus forte communauté étrangère de la ville mais aussi du département depuis au moins 1931, avec 7 990 ressortissants dans le Doubs. À Besançon, cette communauté est essentiellement établie dans le quartier de Battant, et plus particulièrement dans la zone qui comprend les habitations à l’ouest de la rue de Madeleine, du quai Veil Picard à Fort Griffon et à l’avenue Siffert ainsi que les rues du Petit Charmont, du Grand Charmont et Richebourg ; elle est alors forte de 579 personnes sur les 689 étrangers habitant cette zone. On retrouve également des Italiens dans d’autres quartiers de la ville, notamment au centre-ville, mais jamais dans de si grandes proportions. La majorité des ressortissants de cette communauté déclare travailler dans le bâtiment. La fin des années 1930 sera plus difficile pour la communauté italienne de Besançon, du fait de l'approche de la Seconde Guerre mondiale. Plusieurs associations et congrégations fascistes voient le jour dans la capitale comtoise, dont l'Association des anciens combattants italiens, le club sportif Il Circolo ou encore l'Union populaire italienne (UPI) qui compte 21 sections dans le Doubs et une à Besançon ; cependant, et même avec l'appui de Rome, ces associations ne comptent que quelques membres et ne parviennent pas à s'implanter durablement et profondément.
Après les crispations politiques entre la France et l'Italie survenue en  novembre 1938 dues à une revendication de la Savoie, de Nice, de la Corse ainsi que de Djibouti par le gouvernement italien, plusieurs manifestations anti-italiennes sont organisées à Besançon. C’est ainsi qu'au mois de décembre 1938, environ 300 étudiants en compagnie de quelques lycéens et collégiens descendent dans la rue contre les revendications territoriales de Benito Mussolini, et contre l’Italie ; une grande partie de la population bisontine approuve cette manifestation. C'est ainsi que l'Union Populaire Italienne (UPI) s'éloigne alors la position de Mussolini, et apporte son soutien à la République française. La situation est encore plus délicate lorsque la France et l'Italie entrent en guerre en  juin 1940. Une nouvelle manifestation est alors organisée place Saint-Pierre où des slogans tels que « Aux chiottes Mussolini » résonnent dans les rues du centre-ville. La population de la ville soutient une nouvelle fois très largement l'initiative, et l’UPI adopte la même ligne de conduite qu’en 1938.

### La Seconde Guerre mondiale
Dès janvier 1939, arrivent à Besançon 1 350 réfugiés espagnols qui fuient le régime autoritaire national-catholique du général Francisco Franco. Pour contrer les réactions xénophobes voire racistes, Maurice Dubourg s'adresse à ces fidèles : « Pourquoi faut-il que certaines personnes semblent ne pas comprendre ces gestes de bonté qui unissent sur le terrain de la charité des personnes d’opinion et de milieux divers. On dit que ces réfugiés ne sont pas intéressants, qu’ils ne méritent pas notre pitié et que c’est faire une mauvaise action que de secourir les ennemis de l’ordre social. Est-il possible que des considérations aussi païennes trouvent crédit chez des catholiques. (...) En tant que représentant de notre divin Sauveur qui est venu sur terre nous prêcher la bonté, le pardon des offenses, Nous devons élever contre de tels propos la plus indignée des protestations et porter une sévère condamnation. (...) Ah, chers fidèles de Besançon, Nous vous en supplions, n‘endurcissez pas vos cœurs, ne vous laissez pas gagner par cet esprit païen qui tend à pénétrer partout et dont vous pourriez être un jour à votre tour les victimes douloureuses ». Quant à la population juive, elle est traquée comme partout en France par les autorités allemandes et vichystes. Durant cette période, 82 personnes originaires de Besançon trouvent la mort en déportation (dont une quarantaine de Juifs), et 302 dans le département du Doubs (dont 102 Juifs),.

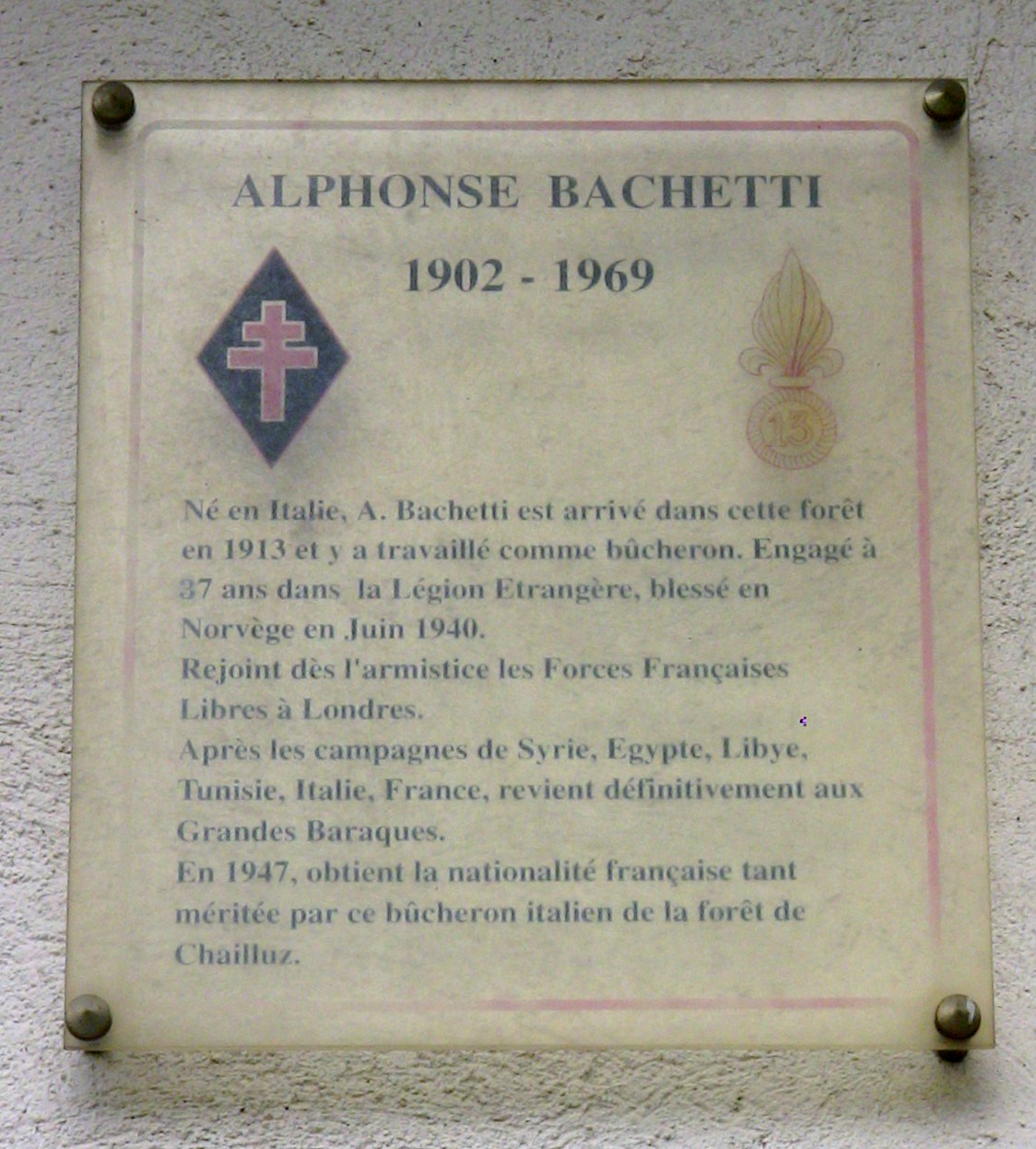
Plaque commémorative d'Alphonse Bachetti, aux grandes Baraques.

Certains Bisontins d'origine italienne contribueront à la Résistance de la ville pendant la Seconde Guerre mondiale. Pierre Mosini, bisontin fils d’un émigré piémontais installé près de Besançon en 1897, est un patriote français presque ultra-nationaliste. Deux de ses quatre fils sont prisonniers de guerre, et les quatre autres se lancent dans la Résistance. Il y a de nombreux autres exemples dans tout le département du Doubs : les noms italiens de Lana, Bencetri, Gualdi, Caverzacio, Pintucci, Socié-Lorenzjni, Piova, Minazzi dans le pays de Montbéliard ou Fabrizi à Besançon ont joué un rôle de première place dans la reconstitution du parti communiste français dans la région mais aussi dans la Résistance. Un soldat d'origine italienne va également beaucoup s'impliquer dans cette guerre : il s'agit d’Alphonse Bachetti. Né en 1902 en Italie, il s'installe avec sa famille dans la capitale comtoise à partir de 1913, et travaille par la suite comme bûcheron aux Grandes Baraques de la forêt de Chailluz. Il entre en 1939 dans la Légion étrangère, et prend part à la Campagne de Norvège en 1940. Puis, il rejoint les Forces françaises libres après l'Armistice et combat lors de la Campagne de Syrie et d'Égypte ainsi que pendant la Campagne de Tunisie, celle d'Italie et celle de France. Il reprend son activité de bûcheron après la guerre et obtient en 1947 la nationalité française. Il résidera à Besançon jusqu'à sa mort en 1969 ; une plaque commémorative lui rend hommage aux Grandes Baraques.

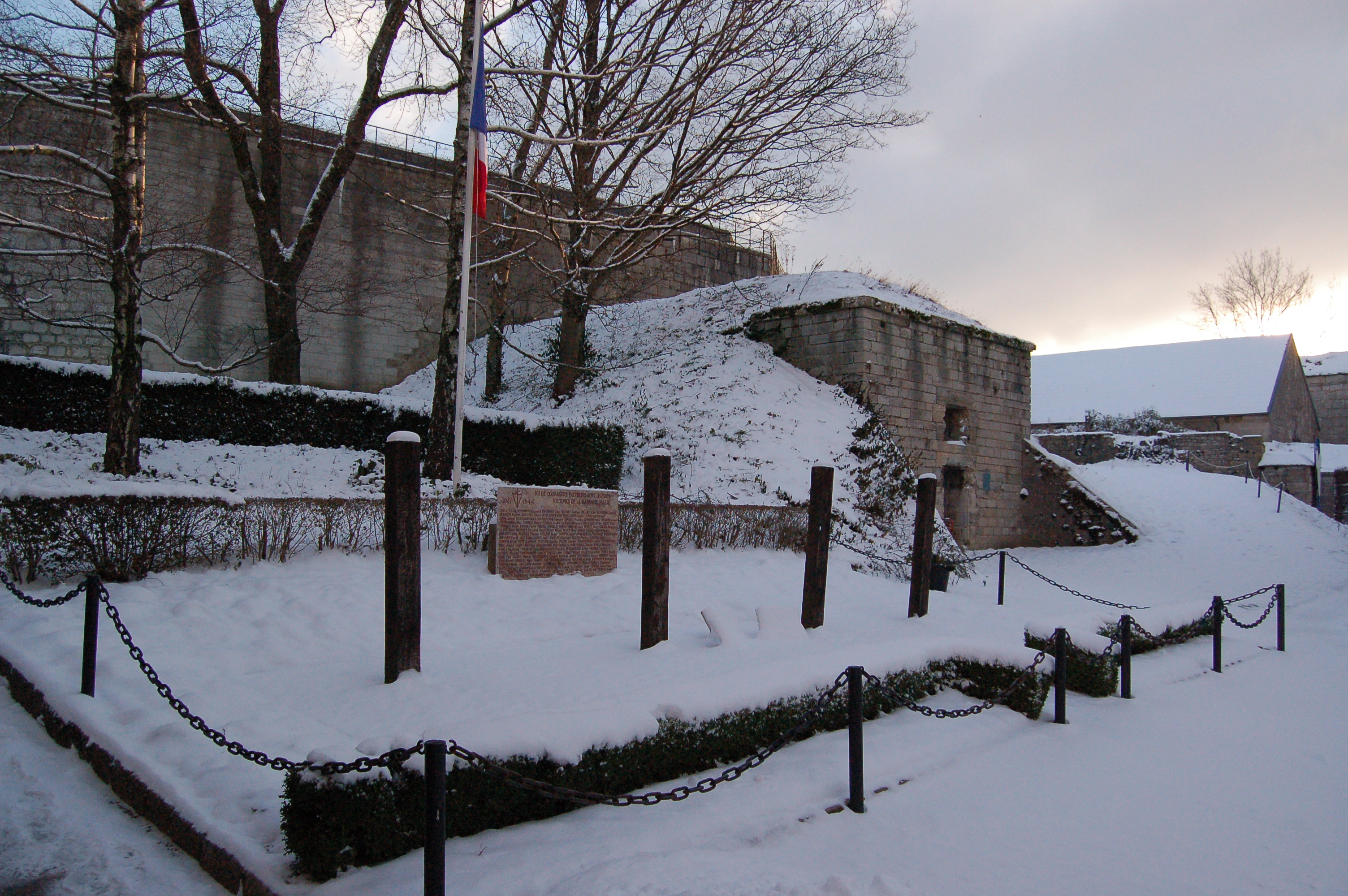
Poteaux des fusillés de la citadelle de Besançon, où furent exécutés des Résistants dont la plupart étaient étrangers.

D'autres, d'origine espagnole, résisteront aux alentours de Dole dans le Jura mais aussi à Besançon. Ce fut le cas des frères Molard, qui sont à l'origine d'une demi-douzaine d’opérations de résistance dans la capitale comtoise, avant d'être arrêtés puis fusillés le 26 septembre 1943 parmi les 16 fusillés de la citadelle de Besançon. On compte également un résistant d'origine suisse : André Montavon. Né en Suisse en 1919, il fait ses études à la faculté des lettres de Besançon ; puis en 1940, il entre en résistance avec d'autres compagnons de ce village de Valleroy. Il effectua au moins seize actions de Résistance et publia même un journal avant d'être arrêté le 10 juin 1943 en compagnie d’un responsable départemental de la compagnie Valmy et emmené à la maison d'arrêt de Besançon. Condamné à mort, il échappa à l'exécution à l'instar de seize autres camarades bisontins de par sa nationalité suisse, les nazis l'emprisonnant dans le but de l’échanger avec des Allemands détenus en Suisse. Après plusieurs séjours dans des camps de concentration, André Montavon retrouve la liberté à la fin de la guerre.
Les Luxembourgeois Marcel Servé et Pierre Engels s'impliquèrent également dans la Résistance française. Marcel Servé était un agent de liaison et passeur de prisonniers de guerre français évadés et de nombreux réfractaires luxembourgeois pour s'échapper en Angleterre et des réseaux de la Résistance française ; il fut condamné le 2 juin 1942 par un tribunal militaire allemand à la peine capitale, et fusillé à la citadelle de Besançon le 5 juin de cette même année. Quant à Pierre Engels, il était engagé dans l’armée française avant le 10 mai 1940 puis fut prisonnier à partir de juin 1940 mais s'évade. Il entre alors dans la résistance dans le Jura, mais fut de nouveau arrêté le 19 mars 1944 et condamné à mort puis fusillé le 23 juin 1944 au poteau d’exécution de la Citadelle de Besançon. Les deux hommes furent nommés Chevalier de la Légion d’Honneur à titre posthume.
Une plaque commémorative située près du casino de Besançon rend hommage aux soldats de la 1re armée française qui se sont battus dans le Doubs, dont une grande partie était composée de coloniaux. Preuve de la présence de nombreux soldats coloniaux près de Besançon durant cette guerre, le cimetière militaire de Rougemont accueille 2 169 tombes de combattants français tous tombés lors de la Seconde Guerre mondiale, dont 1 251 ornées d’une stèle musulmane. Le cimetière de Saint-Claude compte lui aussi une vingtaine de stèles musulmanes,, ainsi que le cimetière de Saint-Ferjeux qui en compte quant à lui quatre. Une statue intitulée Les Sentinelles de la Mémoire située dans la promenade des Glacis rend hommage aux combattants étrangers, toutes origines confondues.

### L'après Seconde Guerre mondiale
L'immigration en France en général, et à Besançon en particulier, survenue après la Seconde Guerre mondiale est essentiellement due au besoin récurrent de main-d'œuvre à la suite de la reconstruction du pays. Entre la fin des années 1940 et le milieu des années 1970, de nombreux migrants originaires d'Italie, d'Espagne, du Portugal ainsi que des différents pays du Maghreb participent au boom économique de l'Hexagone et de la ville, époque que l'on appelle Trente Glorieuses. En effet, le travail ne manque pas : Besançon connaît à cette période une véritable explosion démographique, qui s’accompagne d’une croissance économique considérable avec le développement de l'industrie représentée par le secteur de la confection et des textiles artificiels mais aussi de l'horlogerie, des industries alimentaires ou encore de la mécanique de précision. La main d'œuvre est également très demandée lors de l'urbanisation de la ville, où des quartiers comme Planoise, les 408, les Clairs-Soleils, Palente-Orchamps ou encore Montrapon-Fontaine-Écu sont construits. Le secteur du bâtiment et travaux publics est devenu si important qu'il est le premier employeur en nombre de travailleurs étrangers ; c'est notamment le cas à Besançon, où on peut citer comme exemple l’entreprise bisontine Lhéritier, employant sur un total de 290 salariés (tous des hommes, maçons pour la plupart) 94 travailleurs français et 196 travailleurs étrangers dont 63 Portugais, 14 Italiens, 40 Marocains, 32 Algériens ainsi que des Yougoslaves, des Turcs, etc. Ces travailleurs immigrés sont très rentables pour les entreprises bisontines et acceptent des conditions de travail et de vie déplorables ; de plus, ils sont gérés à part dans le monde ouvrier, à part dans le Code du Travail et peu intégrés dans les organisations syndicales de la ville ce qui les rend corvéables à merci. Enfin, les travailleurs immigrés évitent des dépenses supplémentaires à la collectivité, car ils sont immédiatement employables, solides, motivés et le plus souvent célibataires.
Cette main-d'œuvre bon marché pallie ainsi le déficit de travailleurs locaux, et ce malgré le fort exode rural. Petit à petit, les immigrés s'installeront dans des cités de transit puis dans les quartiers qu’ils ont contribué à construire, font venir leur famille, apprennent la langue française et s'intègrent dans la société. Cependant, la fin des années 1970 marque un tournant de cette période : à la suite de la fermeture de nombreuses usines bisontines (Lip en 1977, Rhodiacéta en 1982 ou encore Kelton peu après) et à plusieurs crises, le travail se fait plus rare et les conditions de vie se dégradent, notamment pour les étrangers. Des changements apparaissent dans les flux migratoires, en rapport avec l'arrêt de la recherche de main d'œuvre ; celle-ci est beaucoup moins demandée qu'auparavant, surtout lorsque les travailleurs ne sont pas qualifiés. À Besançon, ce contexte est bien visible notamment avec la quasi-disparition de l'horlogerie symbolisée par les affaires Lip, mais aussi avec la restructuration du secteur du bâtiment et travaux publics et la fin des grands chantiers immobiliers.

#### L'immigration espagnole

L'Andalousie, première région espagnole en nombre de ressortissants ayant immigré à Besançon.

La ville de Besançon accueille de nombreux espagnols après la guerre, ayant immigré pour des raisons politiques ou économiques. Les migrants politiques espagnols ont débarqué à Besançon avant 1955, mais comptaient ne pas rester longtemps dans la ville. Constituée d'une population jeune (30-35 ans), la population espagnole de Besançon qui avaient fui le régime franquiste espérait une chute rapide de cette politique afin de revenir dans leurs pays, ce qui ne se fera que dans les années 1970. En 1974-1975, la préfecture du Doubs ne comptait que 34 réfugiés espagnols dans la capitale comtoise ; ce nombre peu élevé s'explique par les naturalisations de la plupart des membres de la communauté. La plupart des migrants politiques d'origine espagnole se sont donc définitivement installés à Besançon après les années 1970. Quant à l'immigration espagnole due à des raisons économique, elle se fait dès l'après-guerre pour une population recherchant une vie meilleure ainsi qu'une meilleure éducation pour les enfants ; c'est pourquoi cette immigration est essentiellement familiale. La majorité de ces migrants espagnols proviennent du grand mouvement migratoire de la fin des années 1950, et faisaient partie des couches sociales les plus défavorisées de la société du pays. On estime que durant les Trente Glorieuses, au moins 350 familles espagnoles se sont installées dans la ville, soit environ 1 680 personnes. Il faut noter l'importance des populations originaires de certaines régions, preuve d'une corrélation entre le milieu d'origine et l'exil. C'est ainsi que l'on retrouve un grand nombre de migrants espagnols à Besançon originaires d'Andalousie (30,4 % des migrants), où le sous-emploi et la crise du secteur agraire poussent les hommes à partir, mais aussi de Castille-et-León (23,9 % des migrants) où l'immigration serait due au chômage urbain malgré le développement industriel ainsi que de Galice (11,4 % des migrants) et des Asturies, dans une moindre mesure. La durée du séjour des migrants espagnols dans la ville est très variable du fait des conditions de vies qui modifient les projets de départ ou non.
Selon l'INSEE, les Espagnols représentaient en 1968 15 % du total des actifs étrangers de Besançon. Les régularisations étaient le plus souvent faites une fois sur place, notamment à cause de la longueur des procédures légales pour l'obtention d'un contrat de travail. Les hommes travaillent surtout dans le bâtiment et les travaux publics, comblant ainsi en partie les forts besoins de main-d'œuvre locale ; les femmes, notamment les plus jeunes, travaillent dans les services domestiques ou les entreprises de confection textile. Le travail se trouve relativement facilement pour les travailleurs espagnols, notamment grâce au fort besoin de main-d'œuvre mais aussi parce que les travailleurs espagnols sont généralement jugés sérieux et sont estimés par leurs patrons et collègues ; leur ascension sociale est alors possible. Aussi, si ces immigrés sont venus par la filière officielle, les employeurs sont tenus de les loger (avec des baraquements de chantier, des chambres collectives, etc.) mais la plupart ont un logement, grâce à des parents, amis, compatriotes, etc. Les Espagnols logent alors dans les cités de transit de l'Amitié, à Saint-Ferjeux ou aux Montarmots, avant d'obtenir un logement au loyer accessible. Cette communauté ne rencontre pas de difficultés majeures pour se loger, une centaine de familles vivant dans les quartiers historiques (La Boucle et Battant) mais aussi et surtout par la suite à Planoise, aux Clairs-Soleils, à Palente, aux Orchamps ou à Saint-Claude, etc. Les Espagnols s'intègrent plutôt bien, à l'image des classes françaises moyennes et modestes, mais ont cependant quelques difficultés notamment avec l'apprentissage de la langue française. La préfecture du Doubs comptait 245 Espagnols (dont des réfugiés politiques) naturalisés depuis 1966 sur 1 373 étrangers naturalisés au total à Besançon, preuve de la bonne intégration de la communauté. La ville comptait quatre associations culturelles et sportives espagnoles à Besançon : le Club deportivo español, la Juventud española, le Club Alegria ainsi que l'Union Hispánica, toutes regroupées en 1972 par la municipalité sont le nom de « Centro español ».

#### L'immigration italienne
Après la Seconde Guerre mondiale, les Italiens débarquent en France tout comme les Espagnols et les Portugais, pour combler le manque de main-d'œuvre à la suite des destructions survenues lors du conflit précédent. En 1946, cette communauté est la première de la ville avec 810 ressortissants, suivie des Suisses avec 570 puis des Polonais, comptant 133 personnes pour un total de 1 863 étrangers. Le quartier de Battant reste le secteur privilégié des Italiens arrivant dans la capitale comtoise. Bien que l'immigration italienne à Besançon soit ancienne, celle d'après guerre est différente sur un point : l'origine géographique des migrants. En effet, il ne s’agit plus uniquement d’Italiens du Nord mais également d’Italiens du Centre et du Sud. En 1950, ils constituent toujours la communauté étrangère la plus importante de la ville, suivie par les Algériens et les Espagnols. Tout comme une grande partie des communautés étrangères de la ville, les Italiens travaillent essentiellement comme maçons, mais aussi comme terrassiers dans les multiples chantiers qui jalonnent la ville. On dénombre lors du recensement de 1954, un total de 1 017 Italiens à Besançon, et 6 002 dans l’ensemble du département du Doubs.
On estime alors que près de 30 % (soit 301 personnes) habitent dans la zone de Battant, et que près de 27 % (soit 277 personnes) habitent dans la zone dite extérieure, formée des quartiers de Rosemont, Saint-Ferjeux, Montrapon-Fontaine-Écu ainsi que de Saint-Claude et Palente : la ville est en pleine expansion urbaine et démographique, et le centre historique commence à devenir trop étroit. Une partie prépondérante d'Italiens travaillent dans le secteur du bâtiment ; c'est ainsi que sur les 28 entreprises spécialisées dans la construction et dans le bâtiment enregistrées à Besançon dans l’annuaire téléphonique du Doubs de 1956, on en compte près d’une vingtaine avec des noms à consonance italienne tels que Bianchi, Bonsignori, Contini, Lorenzon, Rodari, etc. Bien que le régime fasciste n’est plus en place en Italie, l’adaptation et l’intégration des immigrés originaires de ce pays à la vie en France ne s’effectuent pas sans problèmes, comme le prouvent certains préjugés ou des insultes comme « Rital » et « Macaroni ». En 1968, la communauté italienne reste encore la première en nombre de ressortissants dans la ville, forte d'environ 2 300 personnes. Cependant, les historiens locaux Aimé Bouilly et Colette Bourlier estiment que dès 1965, il n’y a quasiment plus d’arrivées de travailleurs italiens hormis quelques Calabrais et Siciliens.

#### L'immigration portugaise
L'immigration portugaise commence à partir des années 1960, pour des raisons économiques (développement économique interne insuffisant, pauvreté, etc.) et/ou politiques (à la suite de guerres de décolonisation en Angola, au Mozambique et en Guinée-Cap-Vert, la durée du service militaire passe à quatre ans et les soldats sont envoyés au front en Afrique). La communauté portugaise de France et de Besançon ne trouve pas de difficultés à être embauchée, notamment dans le secteur du bâtiment et travaux publics, dans l’automobile ou l’industrie en général. L'intégration des Portugais en France fut assez difficile, notamment à cause des fortes restrictions mises par les gouvernements salazaristes aux départs légaux ce qui a eu pour effet de créer une immigration portugaise en France beaucoup plus clandestine mais aussi parce que cette communauté rencontra des difficultés liées à l'apprentissage de la langue, à l'insertion dans la société et à l'acquisition d'un logement. La plupart des nouveaux migrants en France vivaient dans des bidonvilles ou des lieux insalubres, comme ce fut le cas à Champigny-sur-Marne, dans la banlieue parisienne ; parallèlement à Besançon, cette nouvelle communauté vivait dans des cités de transit, et notamment dans la tour de l'Amitié I.
Par la suite, la situation s’améliora pour les Portugais : les bidonvilles et autres taudis disparurent au profit de véritables logis et la communauté s'intègre peu à peu dans la société française ; aussi la révolution des Œillets en 1974 suivie par la fin des guerres coloniales en Afrique et l’entrée du Portugal dans l’Union européenne en 1986, changèrent considérablement l’image du Portugal et de ses habitants aux yeux du reste de l'Europe, en même temps que s’améliorait la situation réelle tant des Portugais restés au pays que des émigrés en France. En 1979, année de l'apogée de l'immigration portugaise à Besançon, ils forment la seconde communauté étrangère de la ville avec 1 800 individus, alors qu'en 1999 ils n'étaient plus que 922, ce qui en fait actuellement la troisième communauté étrangère de la ville derrière les Algériens et les Marocains. Jacky da Costa, un Portugais de Besançon, a écrit ses mémoires (Mémoire de la Communauté silencieuse), où il raconte sa vie dans les villes de Barco et de Covilhã, puis son arrivée à Besançon et son engagement associatif luso-bisontin marqué par sa foi chrétienne. Il estime le nombre de Portugais dans la région à 12 000 personnes.

#### L'immigration maghrébine

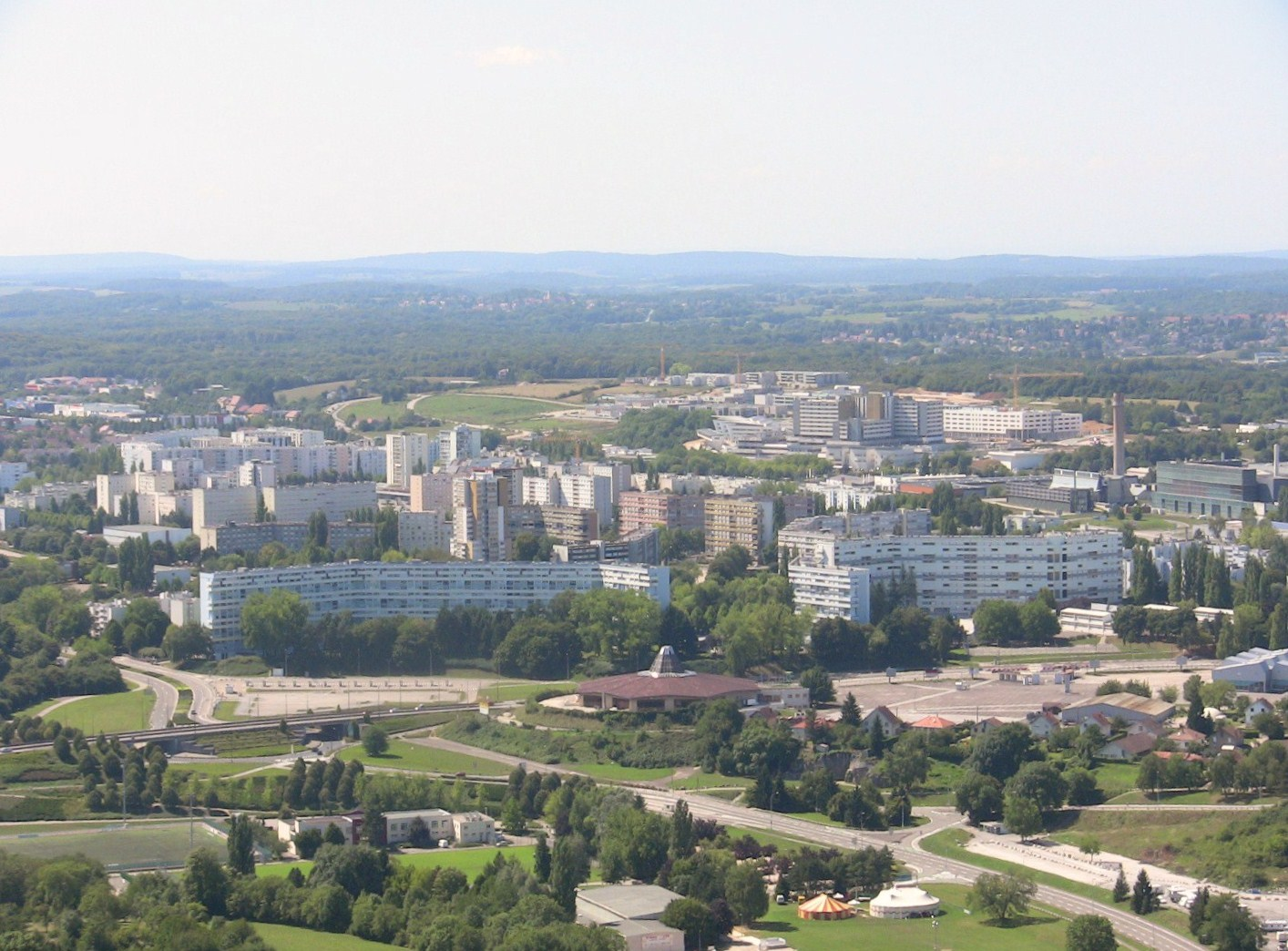
Les immigrés nord-africains ont participé à la construction de nombreux quartiers de Besançon. Ici le secteur de Planoise, bâti de 1959 à 1968.

L'immigration maghrébine proprement dite intervient dès le début des années 1950, mais plus particulièrement à partir des années 1960, lorsque les pays du Maghreb obtiennent leur indépendance, jusqu'aux années 1970 et 1980 pour le Maroc. Le fait que les musulmans algériens étaient de 1947 à 1962 des migrants régionaux comme les Bretons et les Corses avec le droit de vote, les mêmes droits et devoirs que les autres citoyens français, a largement contribué à l'exode de cette population à Besançon, comme partout dans l'Hexagone. Cette liberté d'immigration accordée aux Algériens de la part de l'État français et ce, même après l'indépendance du pays en 1962, s'explique par la croissance économique sans précédent de la France nécessitant une énorme main d'œuvre ; et la ville de Besançon n'est pas en reste.
La politique d'immigration se durcit à partir de 1974, bien que de nombreux Algériens s'établissent dans la capitale comtoise après cette date et notamment en 1976, année d'apogée de l'immigration algérienne à Besançon. Quant aux Marocains, ils immigrent significativement à Besançon à partir de 1968 et leur population ne cesse de croître jusqu'aux années 1980. Cette poursuite de l'immigration maghrébine bien après l'arrêt de l'immigration massive peut s'expliquer par la politique du regroupement familial,, permettant au conjoint et aux enfants de moins de dix huit ans d'un ressortissant étranger régulièrement autorisé à résider sur le territoire français à venir le rejoindre. Une interview d'Abderrahmane Lahlou, consul d'Algérie à Besançon, datant de 1982 montre à quel point l'immigration algérienne a été importante à Besançon ainsi qu'en Franche-Comté, changeant le visage de la population et apportant de nouvelles coutumes ainsi qu'un autre culte, l'islam, représenté par diverses associations et également par le consulat algérien de la ville. Un reportage datant de la même année rapporte que 50 000 musulmans vivaient en Franche-Comté à cette époque.

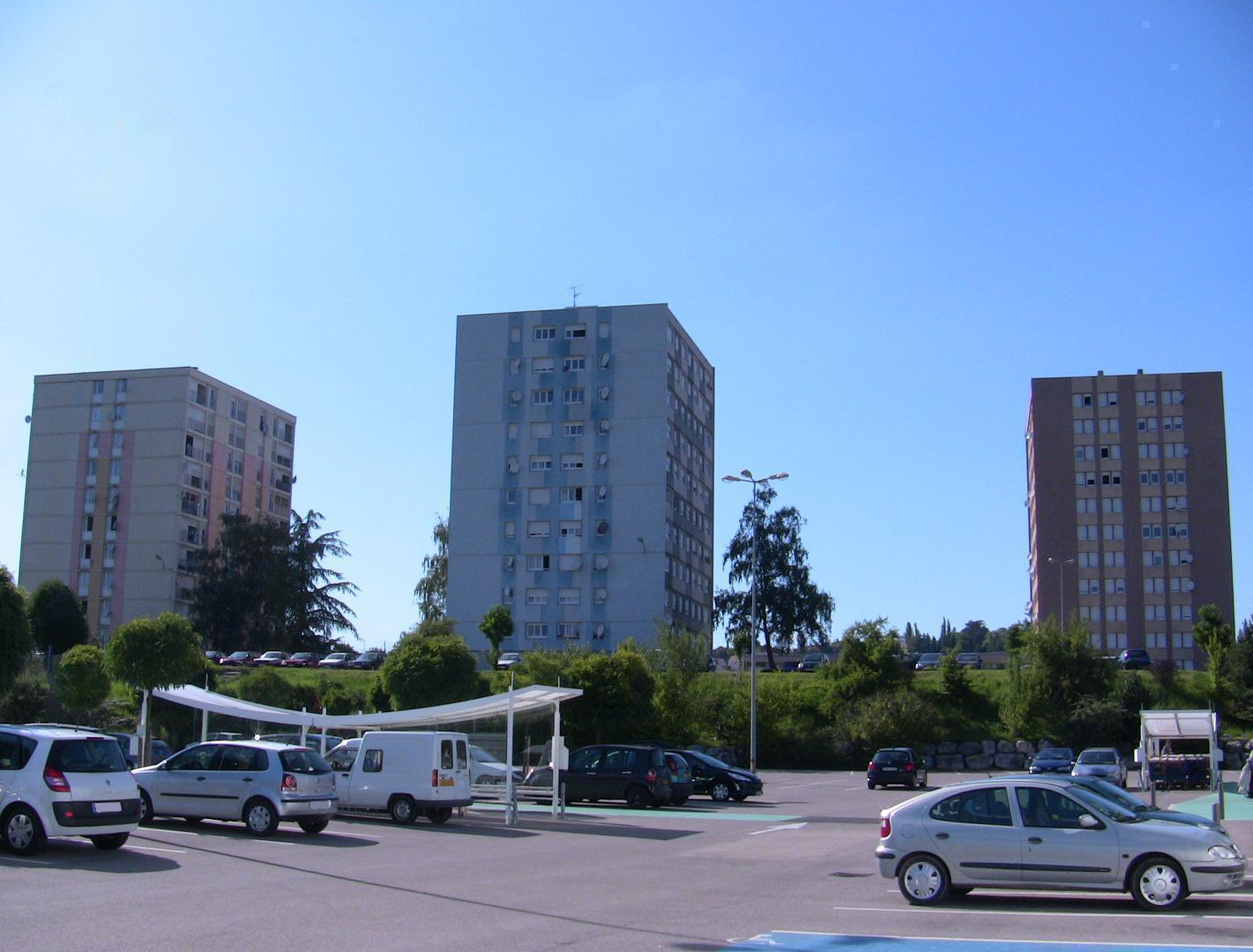
Les trois tours de la cité de l'Amitié, 2009

Les anciens soldats qui ont choisi de s'établir dans la ville ont occupé pendant des années des casemates abandonnées dans les glacis (près de la gare Viotte), et vivaient dans des « conditions effroyables », avant que des personnalités de la ville comme le maire Jean Minjoz, le franc-maçon Henri Huot, le pasteur protestant Jean Carbonare ainsi que l'abbé Chays s'allient pour leur assurer des conditions de vie décentes. Dans les années 1960, plusieurs « cités » de transit sont alors construites pour accueillir les anciens coloniaux mais aussi les immigrés nord-africains fraîchement débarqués pour la main d'œuvre ; parmi ces groupes de logements figurent les Founottes devenues plus tard l'Escale, l'Amitié ou encore les Acacias. Les autres immigrés originaires d'Afrique du Nord se répartissent également dans d'autres nouveaux quartiers de la ville, comme aux Clairs-Soleils, à Montrapon-Fontaine-Écu, et par la suite à Planoise, aux Orchamps et à Palente ou encore aux « 408 ».
À noter également que de nombreux Harkis s'installent dans l'agglomération de Besançon dans les années 1960. En 1962, des familles Harkis s'installent dans la ville, notamment dans les bâtiments au chemin des Montarmots, dans les bâtiments des rapatriés rue de Vesoul et à Saint-Claude, à Montrapon, aux Orchamps, à Palente, ainsi que dans les préfabriqués de Franois, de Saône et du camp militaire du Valdahon. C'est ainsi qu'en 1966, on dénombrait 488 familles de Harkis dans le département du Doubs, dont plus de la moitié dans la ville de Besançon et son agglomération. En 1986, un nouveau recensement est effectué, où l'on faisait état de 428 familles dans le département, dont 2/3 vivaient dans l’agglomération de Besançon et 1/3 dans l’agglomération du Pays de Montbéliard, le tout représentant avec leurs enfants environ 3 000 personnes.

#### L'arrivée de réfugiés asiatiques
À partir des années 1970, la capitale comtoise recevait pas plus d'une soixantaine d'immigrés par an provenant du Cambodge et du Viêt Nam, qui venaient étudier au centre de linguistique appliquée de Besançon dont la plupart étaient de confession bouddhiste. Après la chute de Phnom Penh le 17 avril 1975, une trentaine de Cambodgiens et de Vietnamiens obtinrent un statut de réfugiés et décidèrent de s'installer dans la cité comtoise. Puis, petit à petit, plusieurs dizaines d'immigrés parvinrent à rejoindre Besançon jusqu'à la fin des années 1970, notamment grâce au Père Gilles. Des immeubles sociaux furent rénovés et loués aux migrants asiatiques dans le secteur de Saint-Ferjeux, et le Forum de Planoise devint le seul bâtiment de France sous la direction d'un Centre communal d'action sociale à accueillir un centre d'hébergement provisoire pour la population originaire d'Asie. Le Père Gilles a également réussi à intégrer une partie de la population en leur trouvant du travail. Le religieux a par ailleurs rapatrié une cinquantaine de prisonniers thaïlandais, dont une dizaine sont partis s'installer à Besançon.

### L'immigration bisontine à partir de 1975

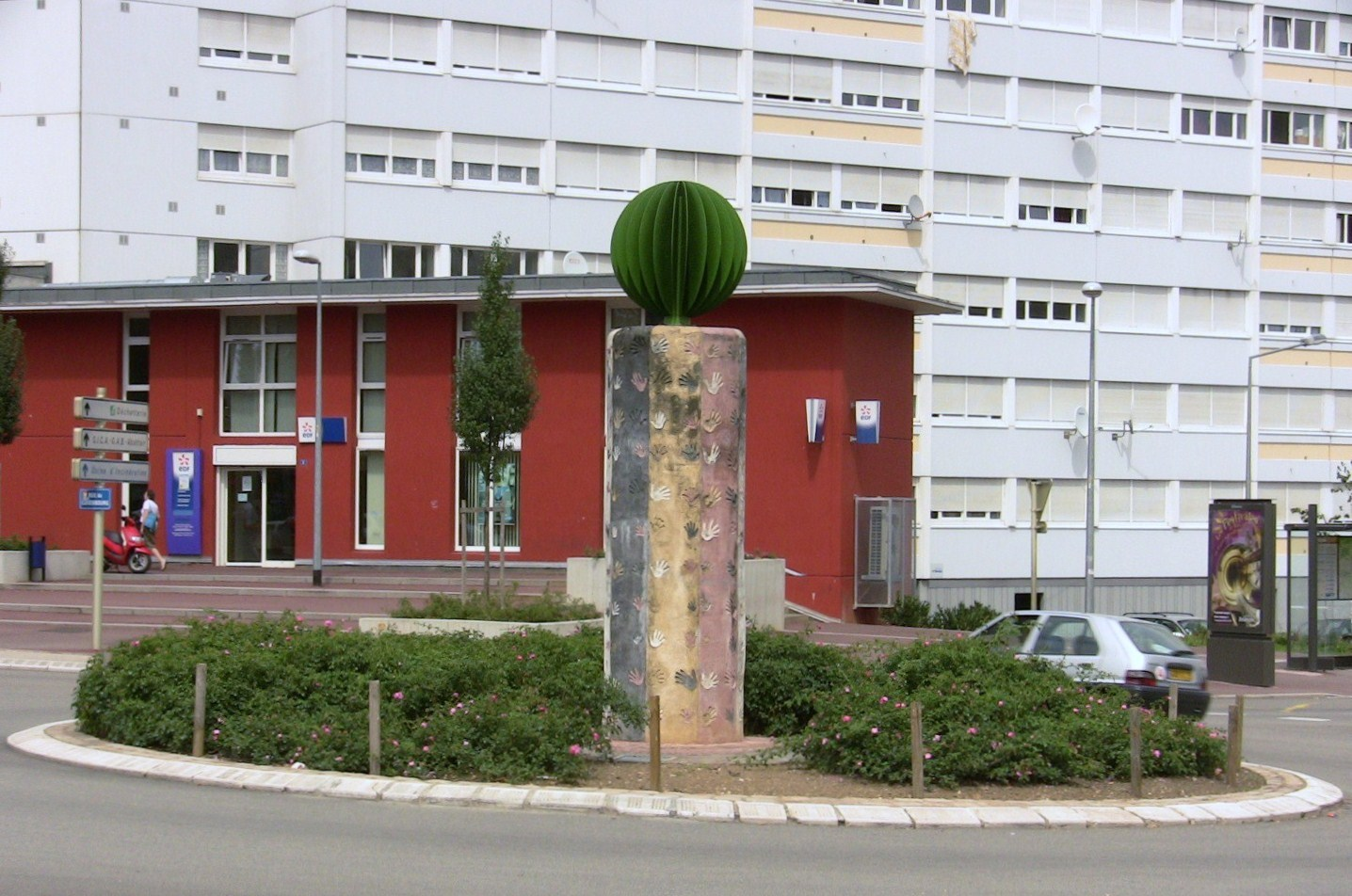
La statue de la diversité, symbole de la diversité et de la fraternité des Planoisiens.

À partir des années 1980, l'immigration dans la capitale comtoise ainsi qu'en France change totalement. Même si les flux migratoires se poursuivent dans la ville, ils sont beaucoup moins massifs que par rapport à la suite de l'après-guerre. C'est ainsi que le visage des immigrés a commencé à changer : la plupart sont qualifiés, voire très qualifiés (« la main d’œuvre choisie », entrés en France légalement) et d'autres sont non qualifiés et/ou parfois issus de l'immigration de la misère (« les travailleurs clandestins », entrés le plus souvent illégalement sur le territoire). Ces nouveaux migrants installés à Besançon sont généralement originaires d'Afrique subsaharienne, d'Asie ou encore d'Europe centrale. Le nombre d'Italiens et d'Espagnols est en forte baisse dès les années 1980, et les Suisses, les Algériens ainsi que les Portugais enregistrent eux aussi une légère diminution de leurs flux, à l'instar des Marocains dont la progression démographique a plus que doublé entre 1975 et 1990 (passant de 934 à 2 057 individus). La communauté turque, installée dans la capitale comtoise à partir des années 1970, est également en pleine croissance démographique bien que constituant une petite population par rapport aux autres étrangers de la ville. La ville de Besançon, devenue une véritable capitale régionale, continue d'attirer de nombreuses populations étrangères, dont des chercheurs, des étudiants étrangers, mais aussi d'autres migrants quittant leurs pays pour des raisons économiques ou politiques comme par exemple les populations issues des migrations anciennes, dont les Italiens. Quant aux migrants de l'Europe de l'Est, et plus particulièrement des Balkans (dont des Roms de Macédoine et du Kosovo) et du reste de l'Europe de l’Est, ils s'installent dans la ville pour des raisons économiques et politiques.
Ces nouveaux migrants sont généralement eux aussi confrontés aux mêmes problèmes sociaux, linguistiques et d'intégration que les populations débarquées dans les années 1920 ou pendant les Trente Glorieuses. Cependant, de nombreuses associations ont vu le jour afin de les aider, et d'ouvrir la vie bisontine aux cultures du monde. De très nombreux immigrés ainsi que leurs descendants gardent des liens affectifs avec leur terre d’origine, tout en considérant Besançon comme leur propre ville. Les chiffres montrent l'évolution des flux migratoires : en 1975, les principales communautés de la ville sont les Algériens (3 837 personnes), les Portugais (1 907 personnes), les Italiens (1 756 personnes) puis les Marocains (901 personnes) et enfin les Tunisiens (300 personnes) ; en 1983, les Algériens occupent toujours la première place avec 1 718 personnes, suivis des Portugais (1 650 personnes), des Marocains (1 473 personnes), des Italiens (1 022 personnes) et des Espagnols (572 personnes) ; enfin la communauté marocaine prend la première place en 1990 avec 2 057 personnes, suivie de près par les Algériens en seconde place avec 2 024 personnes, des Portugais (1 316 personnes), des Italiens (717 personnes) et des Turcs (464 personnes).

### Les traits de l'immigration franc-comtoise en 1999

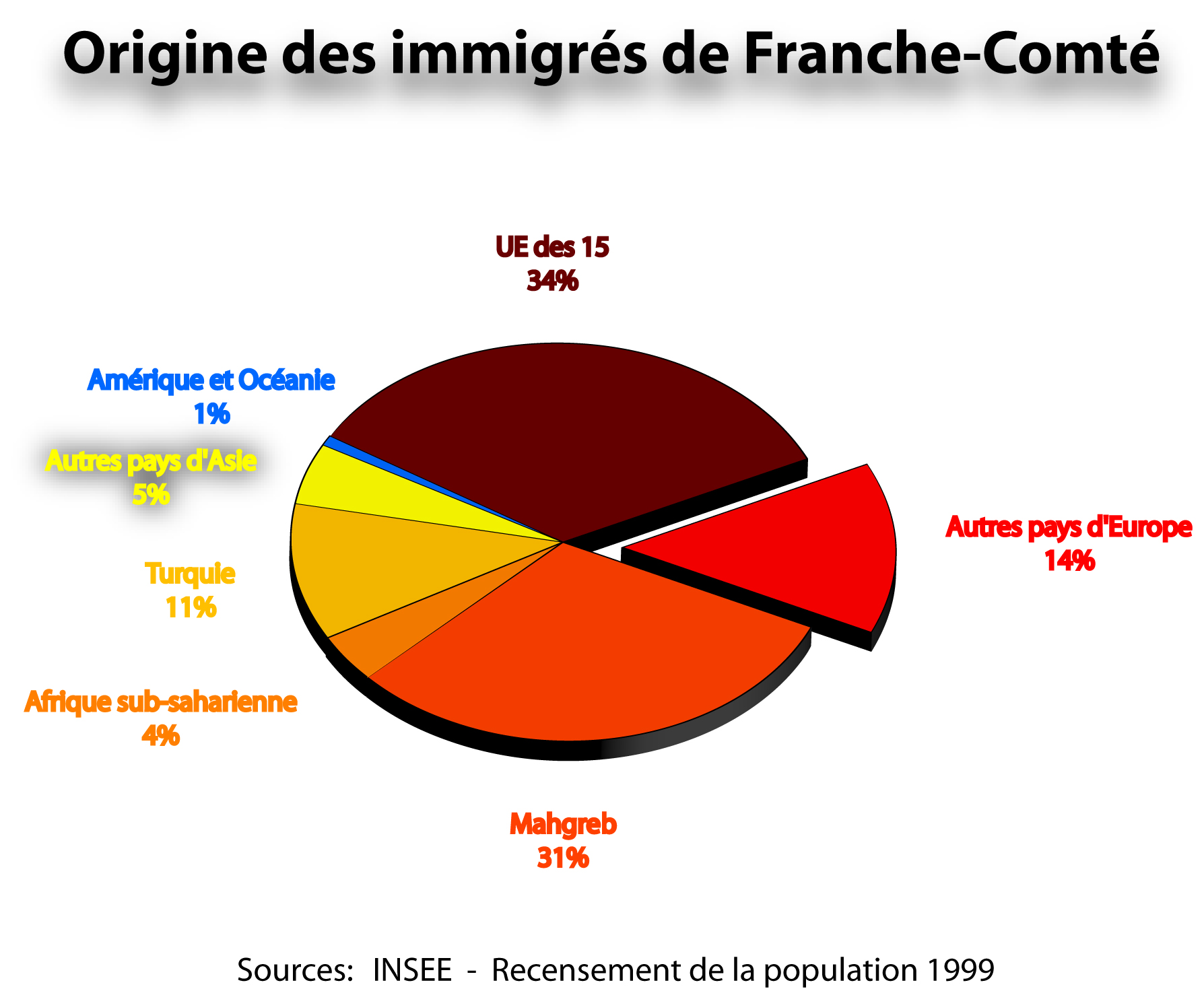
Origine des immigrés de Franche-Comté.

La région Franche-Comté est, de par sa situation géographique dans l'Europe, un point de passage entre les différentes populations du « vieux monde ».

La Franche-Comté a globalement connu une immigration très similaire à la ville de Besançon, malgré quelques disparités selon les villes et départements. Cependant l'histoire et la sociologie de ces étrangers au niveau régional et une source pertinente pour comprendre l'immigration de la capitale comtoise.
La région Franche-Comté compte 5,9 % d'étrangers, soit un taux légèrement plus bas que le pourcentage national se situant à environ 7,4 %. On note une baisse de l'immigration dans cette région à partir de 1975, avec une baisse totale de 14 % alors que l'ensemble du territoire français enregistre une poursuite ou une hausse de ces flux. En 1999, les migrants franc-comtois sont originaires de l'Europe des quinze en première place, hors France (Allemagne, Belgique, Italie, Luxembourg, Pays-Bas, Danemark, Royaume-Uni, Irlande, Grèce, Espagne, Portugal, Autriche, Finlande et Suède) avec 34 %, suivie du Maghreb (Maroc, Algérie et Tunisie) avec 31 %, d'autres pays d'Europe avec 14 %, de la Turquie avec 11 %, d'autres pays d'Asie avec 5 %, d'Afrique subsaharienne avec 4 % et enfin d'Amérique et Océanie avec 1 %. Plus de 100 pays sont représentés en Franche-Comté, dont les cinq plus importants sont le Maroc (15,7 %), l'Algérie (14,1 %), le Portugal (13,9 %), l'Italie (12 %) ainsi que la Turquie (10,6 %), totalisant à eux seuls plus des deux tiers des migrants de la région. On note également une forte proportion des migrants originaires des pays de l'ex-Yougoslavie, représentant 4,8 % des immigrés de la ville contre 1,7 % au niveau national. La Franche-Comté est également la première région de France accueillant des Turcs après l'Alsace en nombre, bien que cette communauté ne soit que cinquième dans le classement des étrangers.
La sociologie de l'immigration franc-comtoise comprend quelques similitudes mais aussi des différences de celle des Français de la région. La pyramide des âges de 1999 nous indique que la population immigrée est vieillissante, avec 25 % d'immigrés franc-comtois ayant 60 ans et plus, 40 % ayant entre 40 et 59 ans et 35 % ayant moins de 40 ans ; en 1975, les plus de 60 ans étaient à peine plus de 5 % tandis que les moins de 40 ans étaient environ 70 %. Aussi, la part des femmes en 1999 atteint les 50 %, alors que les hommes représentaient 60 % des immigrés en 1975. On note que ces aspects sociologiques sont parfois très différents d'une nationalité à l'autre.
À Besançon
Au recensement général de la population de 1999, la population immigrée à Besançon représentait 10 426 personnes, soit 8,9 % de la population totale de la commune. Les principaux pays d'origine sont l'Algérie (1 933 personnes), le Maroc (1 485), le Portugal (1 010), l'Italie (800) et la Turquie (482), donnant un classement très similaire entre l'immigration dans la ville et dans le reste de la Franche-Comté, au détail près que les Algériens sont premiers et les Marocains seconds. 53,1 % de cette population immigrée était locataire dans des logements HLM et le taux de chômage dans cette population atteignait 29,3 %.
| Algérie     | 1 933  | 19.5 | 17.5 |
| Maroc       | 1 485  | 15.9 | 12.6 |
| Portugal    | 1 010  | 9.5  | 9.9  |
| Italie      | 800    | 7.0  | 8.3  |
| Turquie     | 482    | 4.8  | 4.4  |
| Autres pays | 4 716  | 43.3 | 47.3 |
| Total       | 10 426 | 50.6 | 49.4 |

| Logement            | Effectif | Part en % |
| ------------------- | -------- | --------- |
| Propriétaires       | 1 244    | 20.5      |
| Locataires hors HLM | 1 223    | 20.1      |
| Locataires HLM      | 3 222    | 53.1      |
| Autres              | 382      | 6.3       |
| Ménages immigrés    | 6 071    | 100.0     |

| Marché du Travail      | Effectif | % Hommes | % Femmes |
| ---------------------- | -------- | -------- | -------- |
| Actifs                 | 5 381    | 58.1     | 41.9     |
| Taux d'Activité (en %) | 54.2     | 60.6     | 45.0     |
| Chômeurs               | 1 574    | 51.9     | 48.1     |
| Taux de Chômage (en %) | 29.3     | 26.1     | 33.6     |

## Impact de l'immigration à Besançon
- Cette rubrique traite des impacts démographiques, religieux et culturels que l'immigration à engendrés à Besançon ; concernant l'impact historique en général, se reporter à la rubrique histoire.

L'immigration à Besançon a souvent bouleversé la vie locale. En effet, les nouvelles populations ont presque toujours eu un impact historique (essor de la ville sous domination romaine, coloniaux de la 1e et 2e guerres mondiales), démographique (accroissement de la population bisontine lors des différentes vagues d'immigration), culturel (artistes issus de l'immigration, apparition de nouvelles architectures) ou religieux (émergence du judaïsme, de l'islam et du bouddhisme) et parfois même économique (fondation de l'activité horlogère par les Suisses, immigration des années 1960 pour la main-d'œuvre).

### L'impact démographique

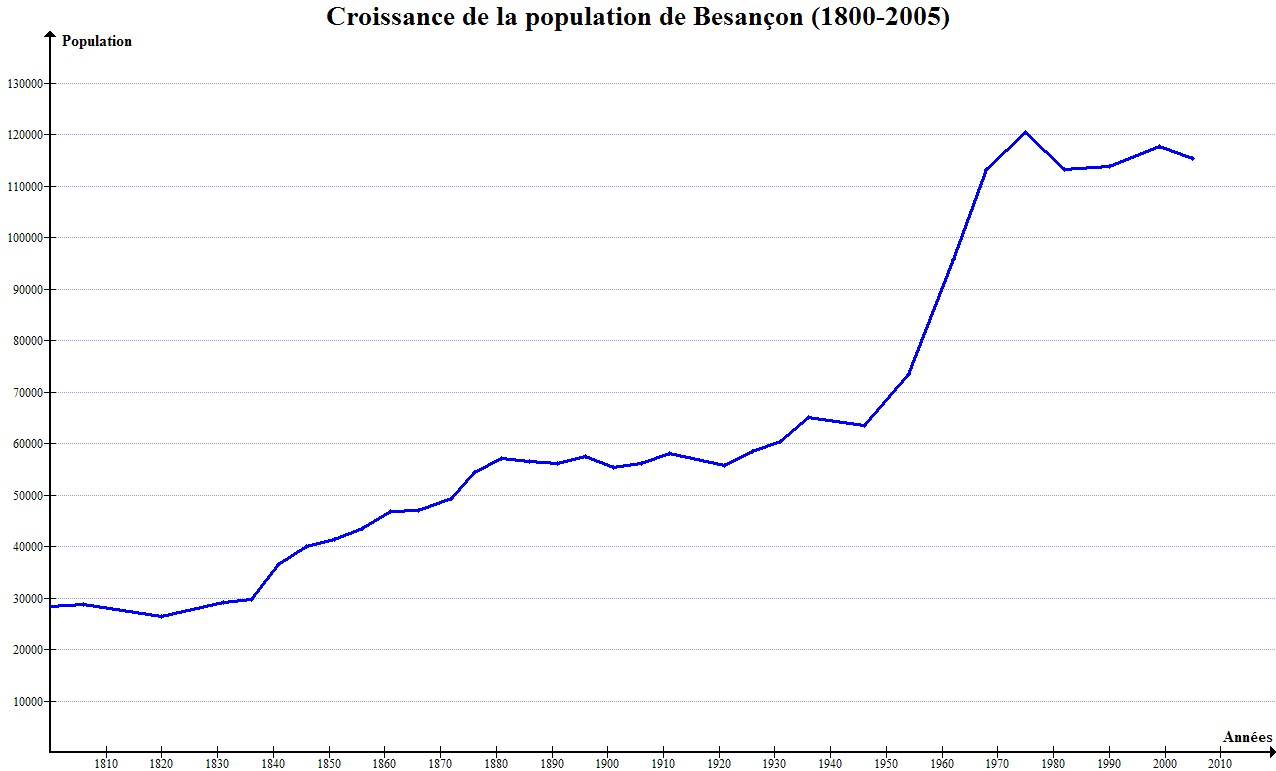
Démographie de Besançon (1800-2005).

Jusqu'en 1946, les deux principales communautés étrangères de la ville étaient constituées des Italiens et des Suisses, issues de plusieurs vagues d'immigration déjà anciennes. Cependant, la tendance s'inverse pour les Suisses à partir de 1954, de moins en moins nombreux, à l'opposé des Italiens qui connaissent un nouvel élan migratoire à cette époque. De nouvelles communautés apparaissent également à cette date : les Algériens débarquent dès 1954 et connaissent un apogée migratoire en 1976 ; les Espagnols arrivent également à cette date dans la ville, mais cette vague migratoire durera peu, la population espagnole commence à décroître à partir de 1968. Les Portugais se sont quant à eux installés dans la capitale comtoise dès l'année 1962, et leur arrivée sera particulièrement importante jusqu'en 1977. Enfin, la population marocaine de la ville immigre à partir de 1968 jusque dans les années 1980. Également d'autres flux plus mineurs sont intervenus à la fin des années 1960, mais resteront à un niveau relativement peu élevé, comme c'est le cas des Tunisiens, des Yougoslaves et des Turcs. À partir de la fin des années 1970 et durant les années 1980, les populations issues des vagues migratoires les plus anciennes diminuent. Les communautés italiennes, espagnoles et portugaises ont vu leurs effectifs divisés par deux. L'immigration algérienne décroît également, alors que les Marocains et les Turcs sont toujours en progression. De nouvelles nationalités voient leur nombre augmenter, c'est le cas notamment de certains pays d'Afrique subsaharienne comme le Sénégal, mais aussi du sud-est asiatique.
Les flux d'immigration entre 1946 et 1970 coïncidant avec l'arrivée massive de familles françaises originaires de la campagne ont pour effet d'accroître la population bisontine (passant de 65 000 à plus de 120 000). On estime qu'entre 1946 et 1999, la ville de Besançon a accueilli un total de 131 316 étrangers toutes nationalités confondues,. Ces nouvelles populations sont particulièrement visibles dans certains quartiers de la ville, notamment à Planoise où l'on comptait en 2008 plus de 50 nationalités différentes.

### L'apparition de nouveaux cultes

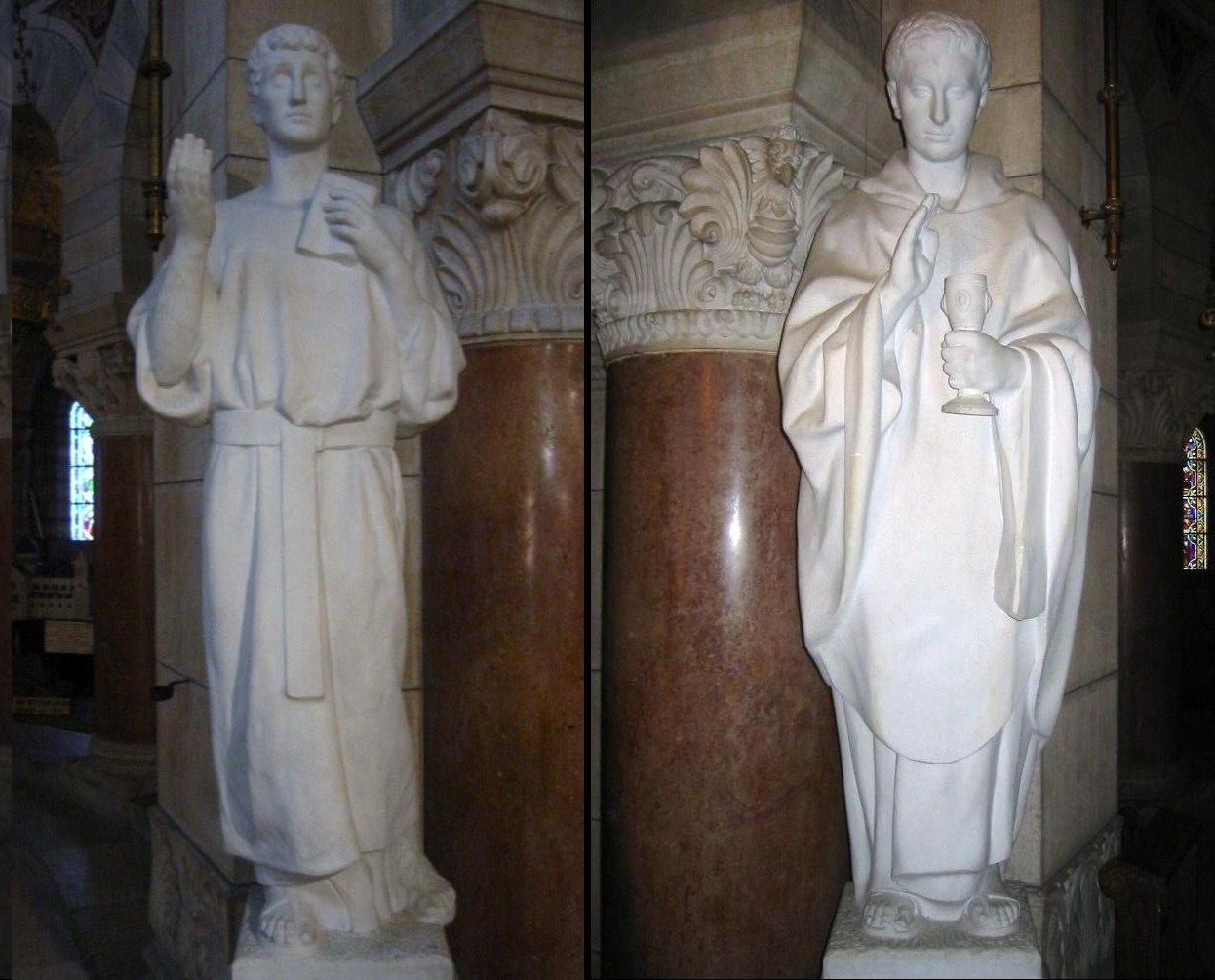
Statues de Saint-Ferréol et Saint-Ferjeux.

La population de la ville de Besançon ainsi que celle d'une grande partie de la Franche-Comté est majoritairement de confession catholique depuis l'évangélisation de la région survenue au IIIe siècle grâce aux saints martyrs Ferjeux et Ferréol,,, bien que certains historiens mettent en doute la véracité de cette version. Au fil des siècles des dizaines d'églises sont cependant édifiées dans la capitale comtoise et sa région, et même si la Réforme puis la séparation de l'Église et de l'État viennent perturber la toute-puissance de l'Église en Franche-Comté, le christianisme resta et reste encore la religion majoritaire dans la région.
D'autres religions et congrégations apparurent au fil des siècles, notamment avec l'immigration : les Juifs depuis le Moyen Âge, les réformés à partir du XVIe siècle, suivis des musulmans dès les années 1870, puis des bouddhistes dans les années 1970 et enfin d'une communauté orthodoxe fondée en 2006.
Le judaïsme

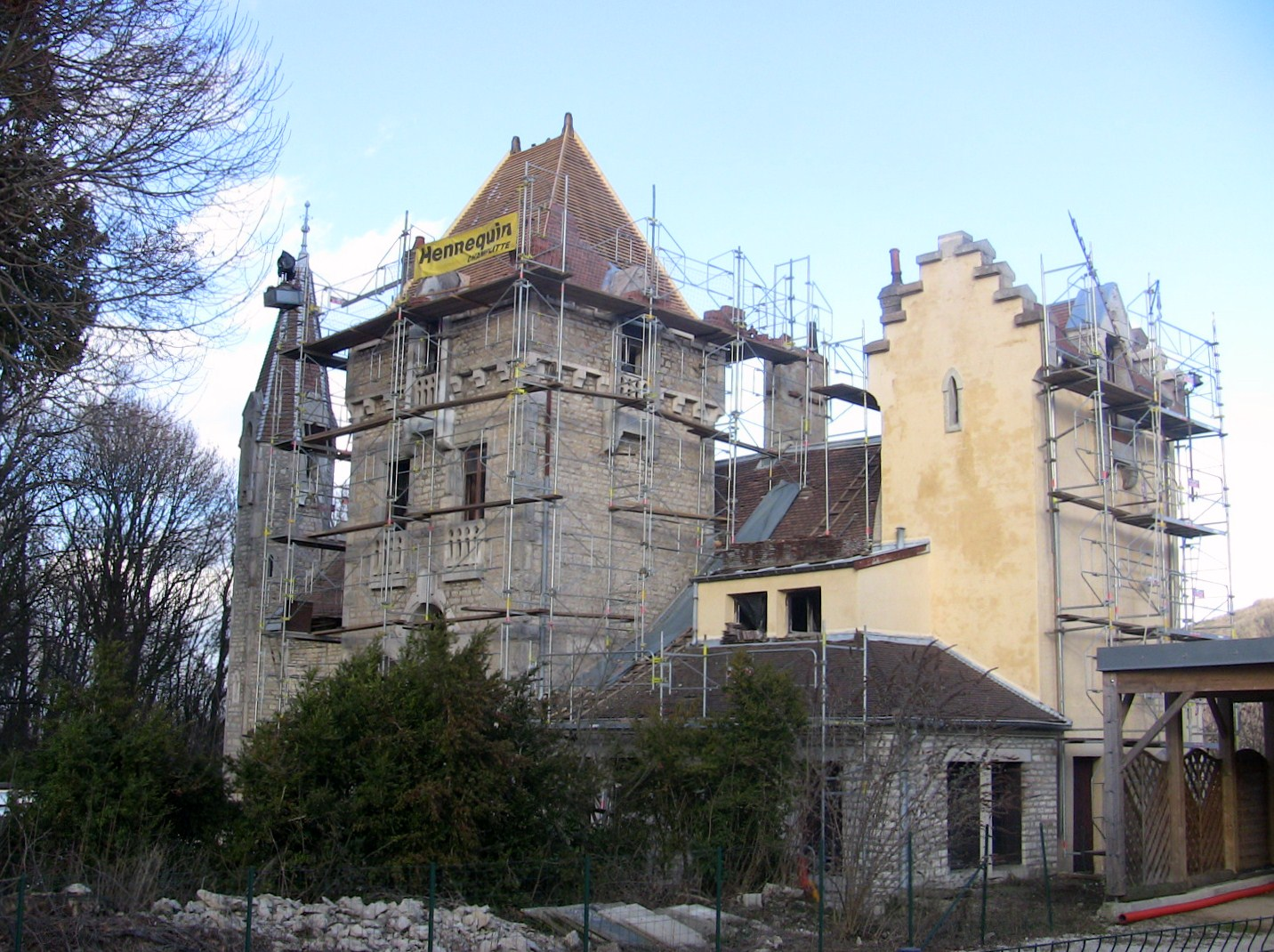
Le château de la Juive.

Actuellement, le judaïsme serait la troisième religion des Bisontins en nombre de fidèles après le christianisme et l'islam, avec environ 150 familles essentiellement composées de commerçants, de cadres et d'employés. L'immigration nord-africaine survenue après guerre a donné un nouveau visage à la communauté juive de la ville, au point que les offices à la synagogue sont aujourd'hui de rite séfarade. De nombreuses traces prouvent l'importance de la communauté, comme la synagogue de Besançon, le cimetière Juif de la ville ou encore le château de la Juive. La communauté dispose depuis les années 1970 d'une association (la « Maison Jérôme Cahen »), ainsi que de la station radio Shalom de Besançon depuis 2008 sous l'égide du consistoire de Besançon.
L'islam
L'islam est présent en Franche-Comté depuis les années 1870, avec la présence de soldats coloniaux originaires pour la plupart du Maghreb dans la région. Cependant l'islam ne s'implante réellement qu'à partir des années 1960, après l'arrivée massive d'immigrés originaires des ex-colonies françaises dont une bonne partie de l'Afrique du Nord. Après de nombreuses difficultés liées à l'intégration de cette nouvelle population ainsi qu'aux problèmes rencontrés pour la pratique du culte musulman, la communauté bisontine s'organise peu à peu et des associations émergent à partir de la fin des années 1980, avec l'association Sunna. Puis dans les années 1990, les premières salles de prières voient le jour suivies d'une mosquée, la mosquée Sunna de Besançon.
Le XXIe siècle est synonyme de prospérité pour la communauté de Besançon, les fidèles disposant dès lors de véritables lieux de cultes en nombre suffisant dans les principaux quartiers de la ville. Cependant, les communautés musulmanes bisontines et françaises connaissent également de nombreuses polémiques, notamment sur la burqa,, la place des minarets en France et aussi mais de façon moins directe sur la question de l'identité nationale. D'après la radio France Bleu Besançon, la ville compte en 2010 15 000 musulmans, ce qui représente environ 13 % de la population totale de Besançon et placerait ce culte au second rang de la ville en termes de fidèles, après le christianisme. 
Les nouvelles congrégations chrétiennes

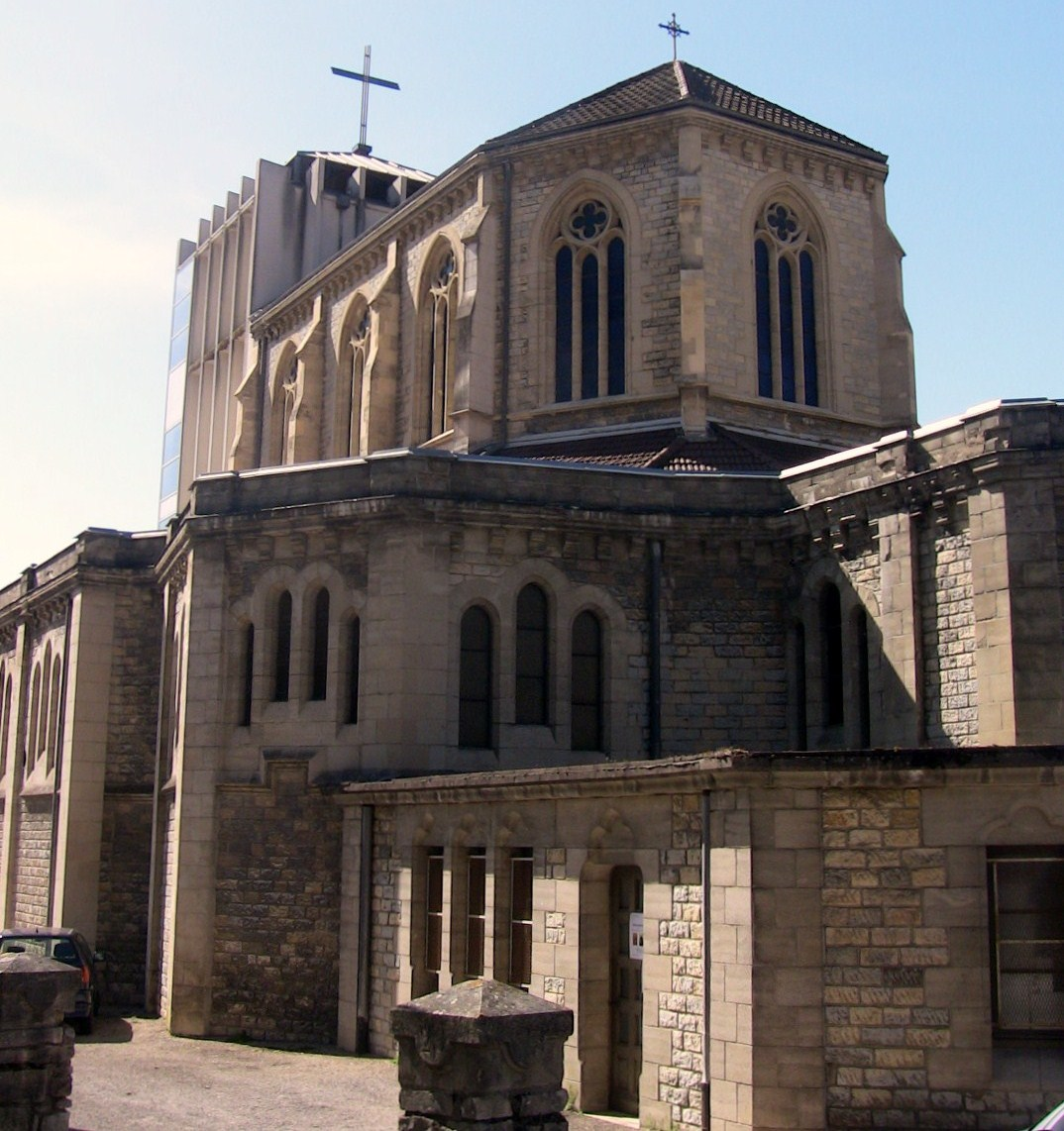
L'église Sainte-Jeanne-d'Arc, partie orthodoxe.

La ville de Besançon compte officiellement depuis 2006 une communauté religieuse orthodoxe, disposant d'une paroisse située sur le flanc de l'église Sainte-Jeanne-d'Arc de Bregille. La communauté, qui a pris le nom de Protection de la Mère de Dieu et Saint Georges, est majoritairement originaire de Roumanie, de Russie et de toute l'Europe de l'Est. Ce groupe orthodoxe est reconnu et intégré à la Métropole orthodoxe roumaine d'Europe occidentale et méridionale. Il constitue l'une des seules églises orientales de la ville. Par ailleurs, la paroisse Saint-Vasilije Ostroski Cudotvorac située chemin des Quatrouillots dans le quartier de Saint-Claude regroupe la communauté originaire de Serbie de culte orthodoxe serbe.
Les protestants réformés de Besançon sont présents dans la ville depuis le XVIe siècle, mais leur communauté qui ne compte que quelques membres n'est pas reconnue. Il faudra attendre le début du XIXe siècle pour que des négociations soit entamées entre les protestants et la ville, et c'est le 6 janvier 1805, qu'ils acquièrent l'ancienne chapelle des Capucins, qui s’appelle temple de Chamars, comme lieu de culte. Cependant, le bâtiment doit fermer ses portes et le dernier culte est célébré le 24 avril 1842, car la chapelle doit être réaffectée par la ville pour l’arsenal de l’artillerie. C'est ainsi que l’ancienne chapelle de l’hôpital des Hospitaliers du Saint-Esprit est proposée aux protestants de Besançon comme nouveau lieu de culte, après restauration de l'édifice par la ville. En 1842 la ville cède la chapelle, ainsi que la tour adjacente de l’ancien hôpital à la communauté protestante, et le 28 avril 1842, est célébrée la dédicace du temple du Saint-Esprit.
Le bouddhisme

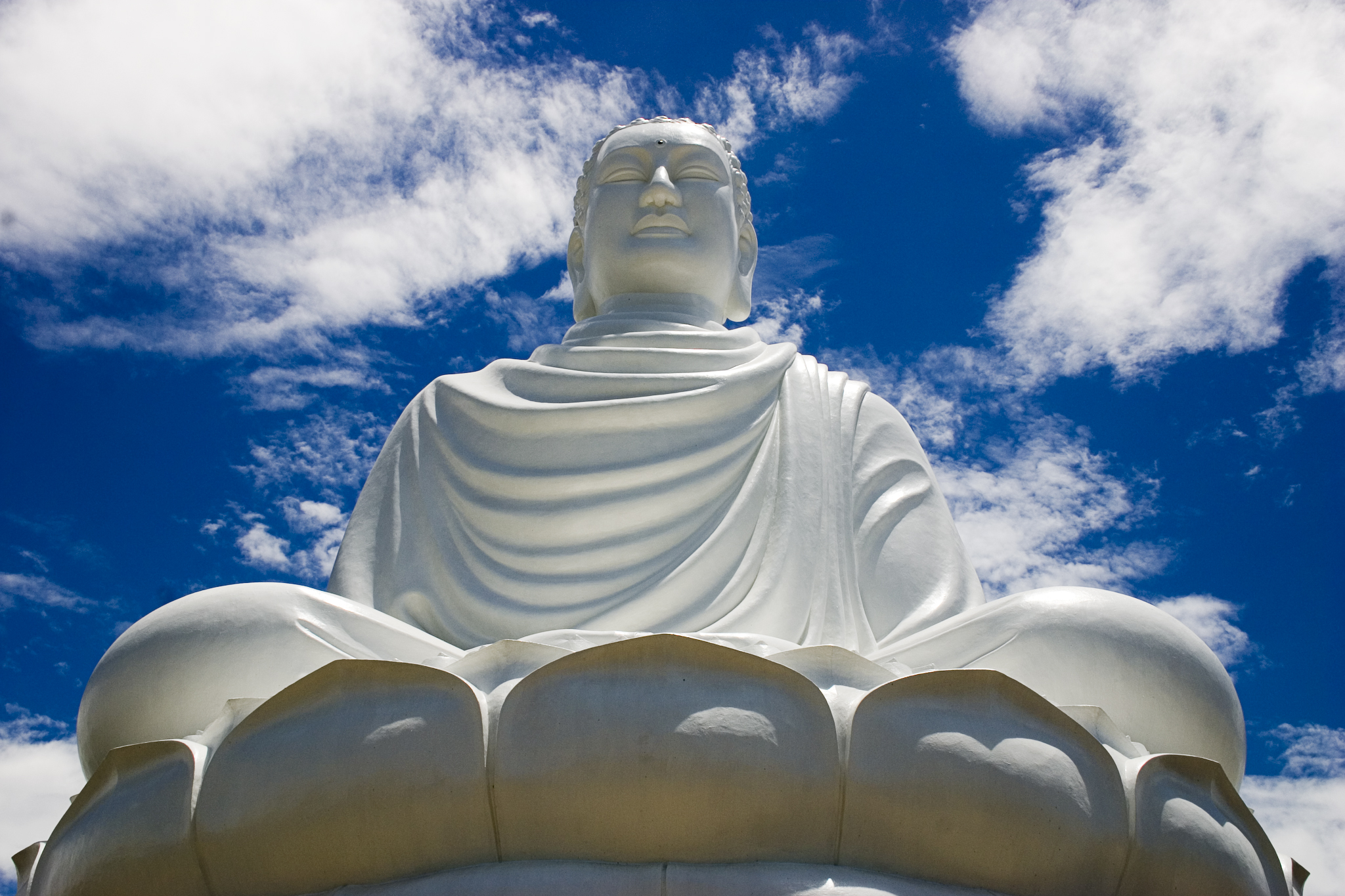
Une statue du Bouddha.

Dès son intégration à la population bisontine, la communauté asiatique, et plus particulièrement cambodgienne, affirme sa volonté de pratiquer son culte, et c'est ainsi que le « Centre bouddhique de Besançon » est créé afin de fonder une pagode dans un bâtiment de Planoise. En 1982, un bonze, qui vient d'arriver du Cambodge, prend place dans la capitale comtoise afin de célébrer les cérémonies religieuses et guider les pratiquants, mais il quitte par la suite la ville. C'est ainsi que les bouddhistes bisontins se réfèrent aux bonzes de Lyon et Nancy. Les communautés laotiennes et vietnamiennes de la ville rencontrent de multiples difficultés liées à leur culte (par exemple, recours à des pagodes extérieures à la ville ou pratique du culte des esprits nécessitant une vie proche de la nature) ce qui a pour effet d'atténuer peu à peu la pratique du culte bouddhiste. En 1990, « l'association bouddhiste vietnamienne de Besançon » est créée, et celle-ci fait venir un bonze parisien lors des fêtes pour la communauté. Bien que des efforts aient été entrepris, le bouddhisme est en chute dans la capitale comtoise notamment à cause de la méconnaissance des jeunes de la religion de leurs parents mais aussi et surtout en raison du manque d'infrastructures et de représentants bouddhistes dans la ville. Un reportage de 1988 par France 3 montre l'organisation de la fête des fleurs et des morts à Besançon par l'association des Cambodgiens de Franche-Comté. Pour la première fois, cet événement est fêté en même temps par les communautés laotienne, cambodgienne et vietnamienne qui viennent pour l'occasion de tout l'est de la France. Ce reportage montre le rite de la fête des morts, et rapporte que 3 000 personnes originaires du sud-est asiatique vivaient en Franche-Comté à cette époque. La fête fut également une occasion pour recueillir des fonds destinés au centre culturel et bouddhique de Planoise.

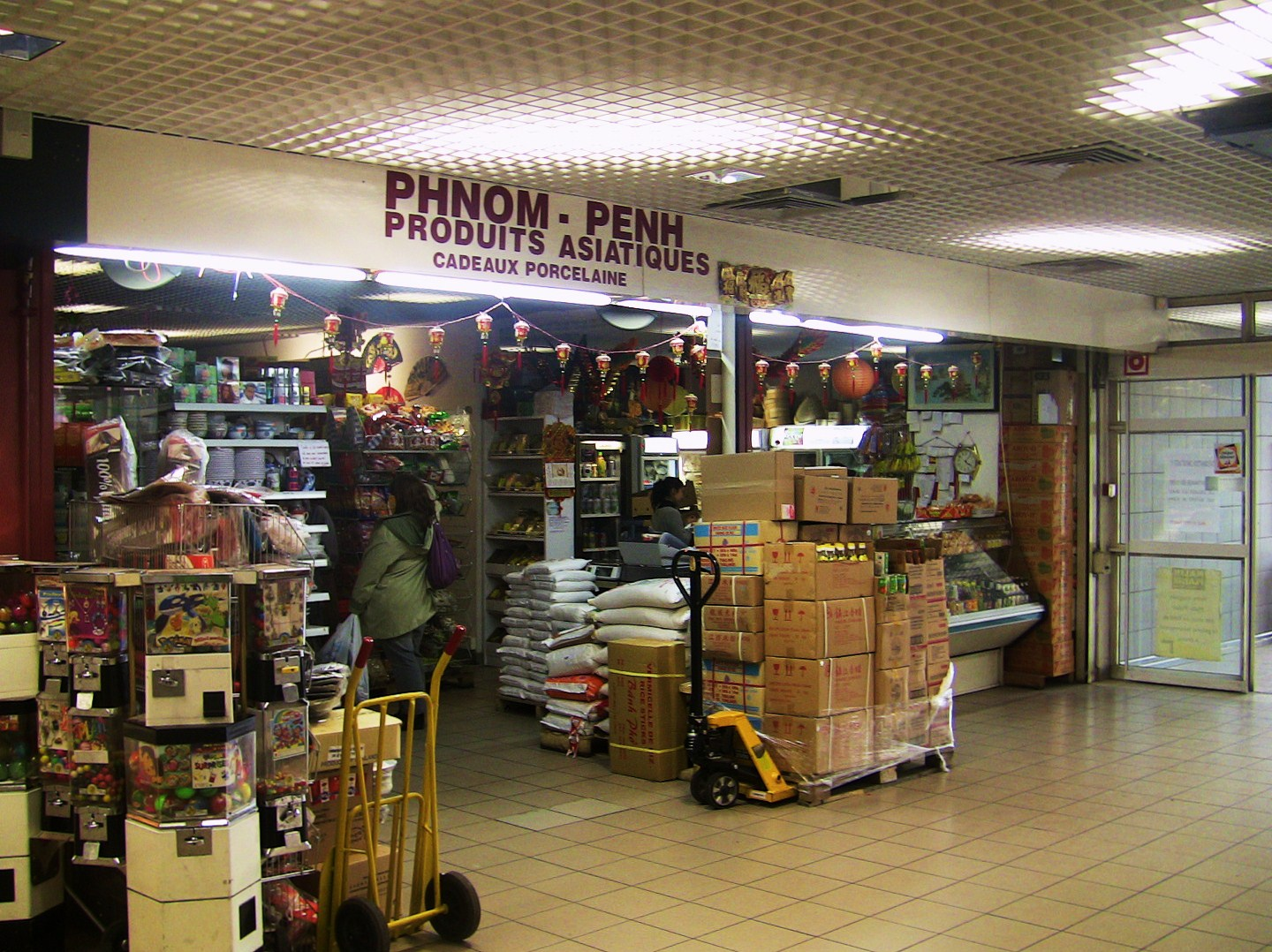
Un magasin asiatique typique de Planoise.

La nouvelle immigration chinoise apporte de la vitalité à la communauté et lui donne un nouveau visage. De nombreux magasins chinois, notamment des restaurants, ont ouvert dans la capitale comtoise, comme dans le quartier de Planoise ainsi que dans le centre historique de la ville. Actuellement, la cité comtoise compte en plus du Centre bouddhique, une association de type Kagyüpa, nommée « association Émergences » qui fut créée en 2003 ainsi que le « Groupe Shambhala Bouddhiste de Besançon » situé dans le secteur de Fontaine-Argent. Actuellement, le bouddhisme serait la quatrième religion des bisontins après le christianisme, l'islam et le judaïsme.

### L'apparition de nouvelles cultures

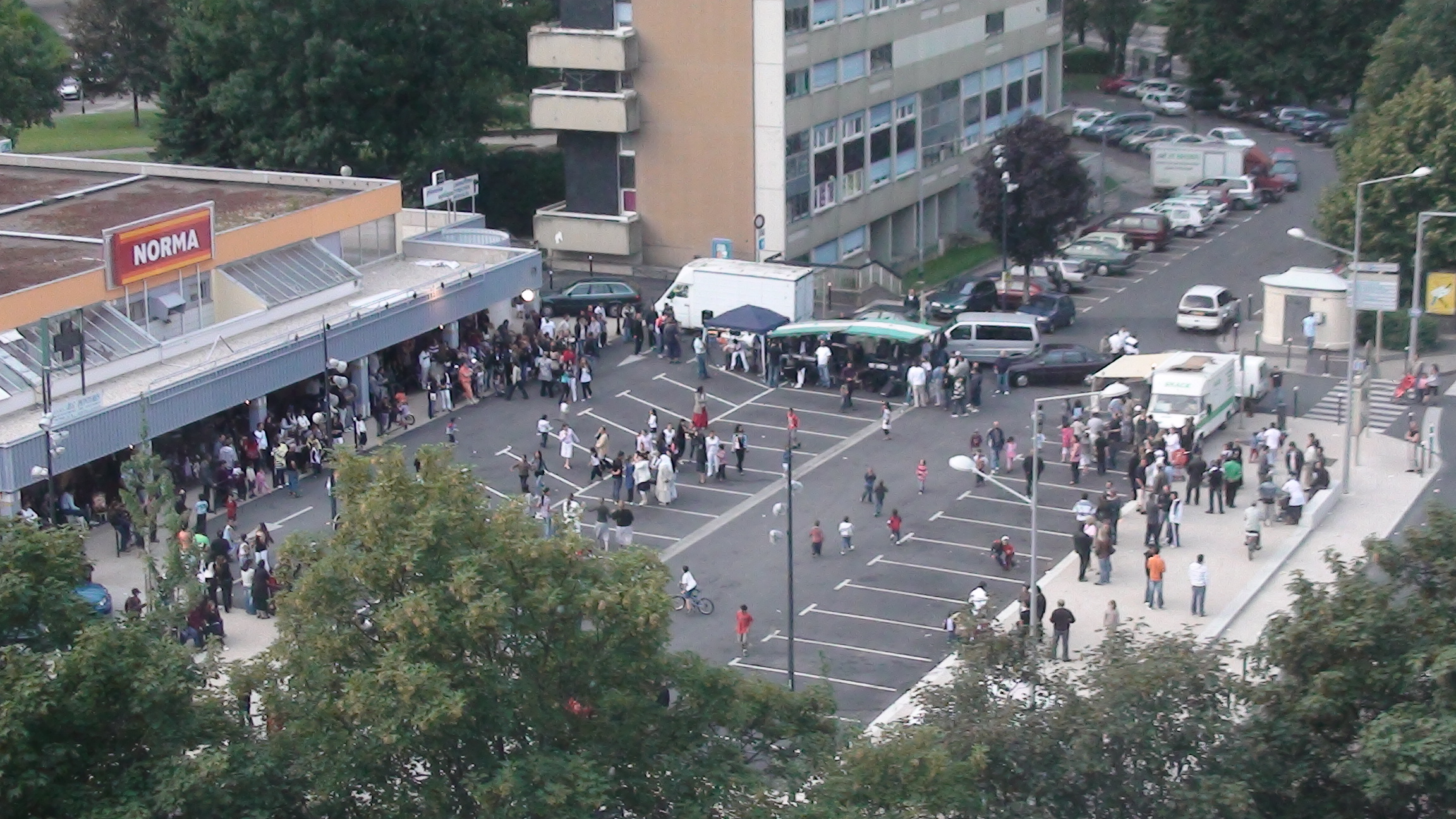
La fête de la musique à Planoise est le lieu où de nombreuses communautés se rencontrent, par le biais de cet art.

Outre l'apparition de nouvelles religions, les populations immigrées ont apporté des us et coutumes parmi lesquels on retrouve la langue, les codes vestimentaires ou encore les arts (et notamment la musique). Bien que ces cultures soient en général un peu oubliées, elles sont encore présentes en France et dans la capitale comtoise.
Les langues issues de l'immigration sont peu parlées et de moins en moins transmises, seuls l'arabe et le portugais restent stables bien qu'assez marginaux, étant compris et correctement parlés dans 2 % des foyers français pour le premier et 1 % pour le deuxième. Cependant il n'est pas rare d'entendre ces langues dans des lieux typiques de certains quartier de la ville, comme dans des boucheries halal ou lors de marchés, notamment à Planoise. À noter également que certains mots arabes et étrangers sont présents dans l'argot français contemporain, notamment parce que les Français d'origine maghrébine sont une composante importante des populations des quartiers populaires. Les habits traditionnels sont peu portés, même si la présence de voiles islamiques et costumes traditionnels (essentiellement des hijabs ainsi que des djellabas) est occasionnellement visible, mais principalement portés par la première génération, d'origine maghrébine.

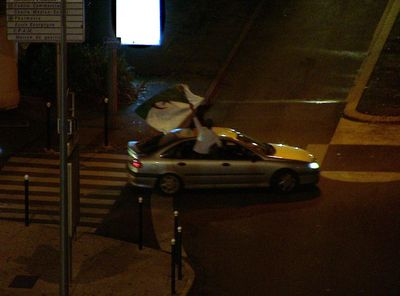
Une voiture où des passagers brandissent un drapeau de l'Algérie lors de la qualification pour le mondial 2010.

Le quartier de Planoise, qui organise sa propre fête de la musique grâce à des habitants du secteur, propose des musiques de style oriental, kabyle, turc, kosovar ainsi que des musiques du monde montrant la diversité ethnique de la ville et faisant découvrir à ses habitants les musiques traditionnelles pour la plupart de pays musulmans. Cependant rares sont les chanteurs bisontins d'origine étrangère ayant interprété des chansons en d'autres langues que le français (ou l'anglais), la jeune génération préfère généralement le hip-hop. Paradoxalement, bien que la jeune génération d'origine marocaine et maghrébine soit moins scrupuleuse quant à l'application de la religion et des coutumes de leurs parents, ils se considèrent plus comme ressortissants de leurs pays d'origine que de la France et gardent un contact régulier avec le pays d'origine de leurs parents.

### Les associations étrangères de Besançon

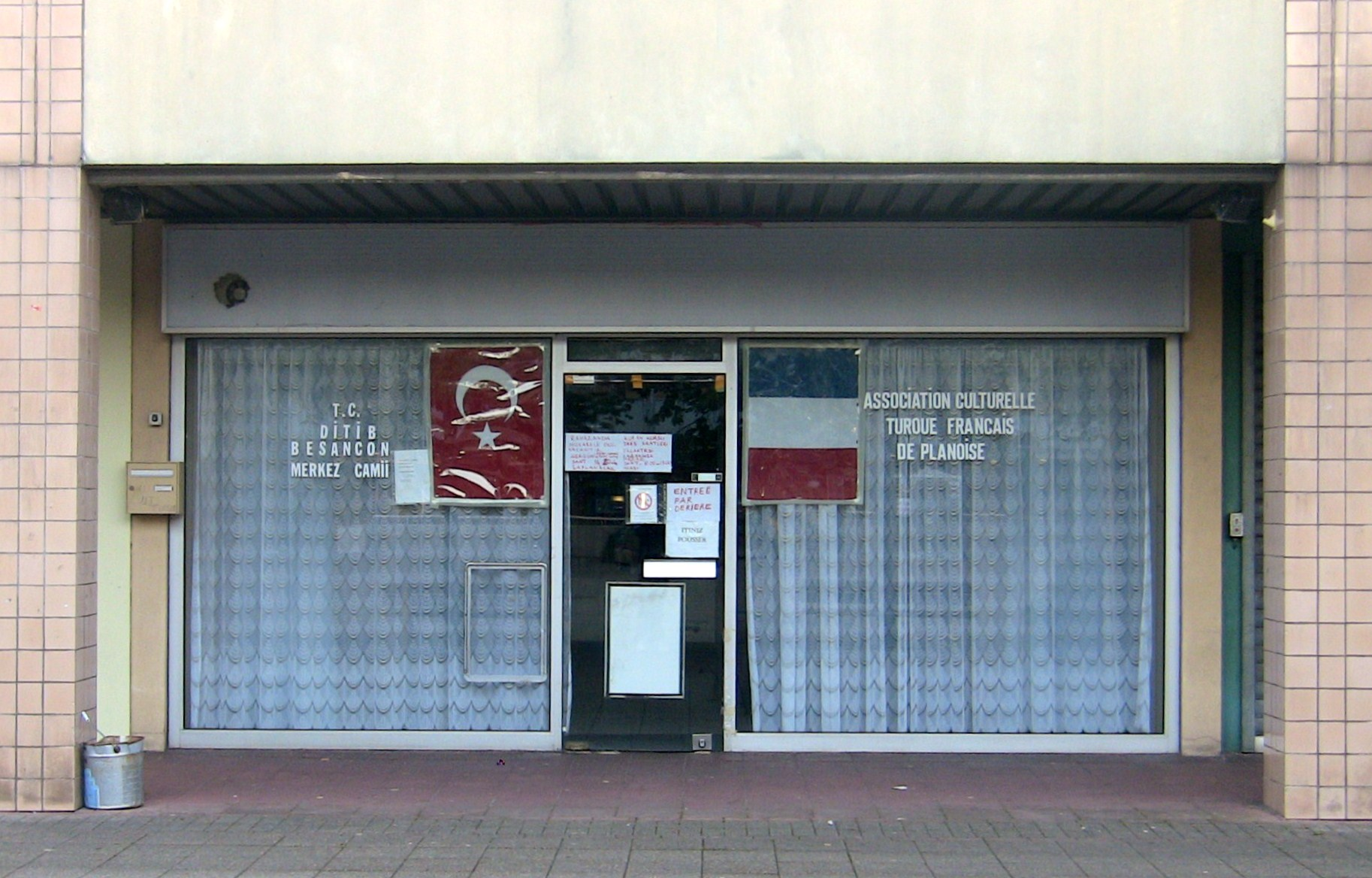
L’Association culturelle turque française.

Les arabo-musulmans disposent de plusieurs associations : l'Association Sunna présente dans la mosquée principale de la ville, ainsi que l'Association Al-Fath présente dans la mosquée éponyme de Planoise. La communauté turque de la ville peut exercer son culte par le biais de l'Association Culturelle des Turcs de Besançon et l'Amicale Franco-Turque de Besançon-Planoise présentes à la salle de prière de Châteaufarine ainsi qu'avec l'Association de la Jeunesse Musulmane de Besançon et l'Association islamique des Turcs de Besançon, situées quant à elles dans la salle de prière des Clairs-Soleils. Il existe également une association italienne dans la capitale comtoise : l'Association sarde Su Tirsu, située rue de Belfort.

## Les figures bisontines issues de l'immigration
La capitale comtoise a connu de tout temps des personnalités originaires d'autres pays. De nombreuses personnalités bisontines ont des parents ou grands-parents arabo-musulmans, africains ou originaires d'autres régions européennes que la France comme l'Italie, l'Europe centrale ou encore la Belgique, ou sont eux-mêmes nés à l'étranger et sont venus par la suite s'installer dans la ville. D'autres encore, ont étudié ou travaillé dans la ville, comme c'est le cas pour la plupart des artistes et sportifs bisontins. Leur implication dans la vie bisontine met ainsi en scène la diversité ethnique et le cosmopolitisme de la capitale comtoise.

### Les personnalités européennes

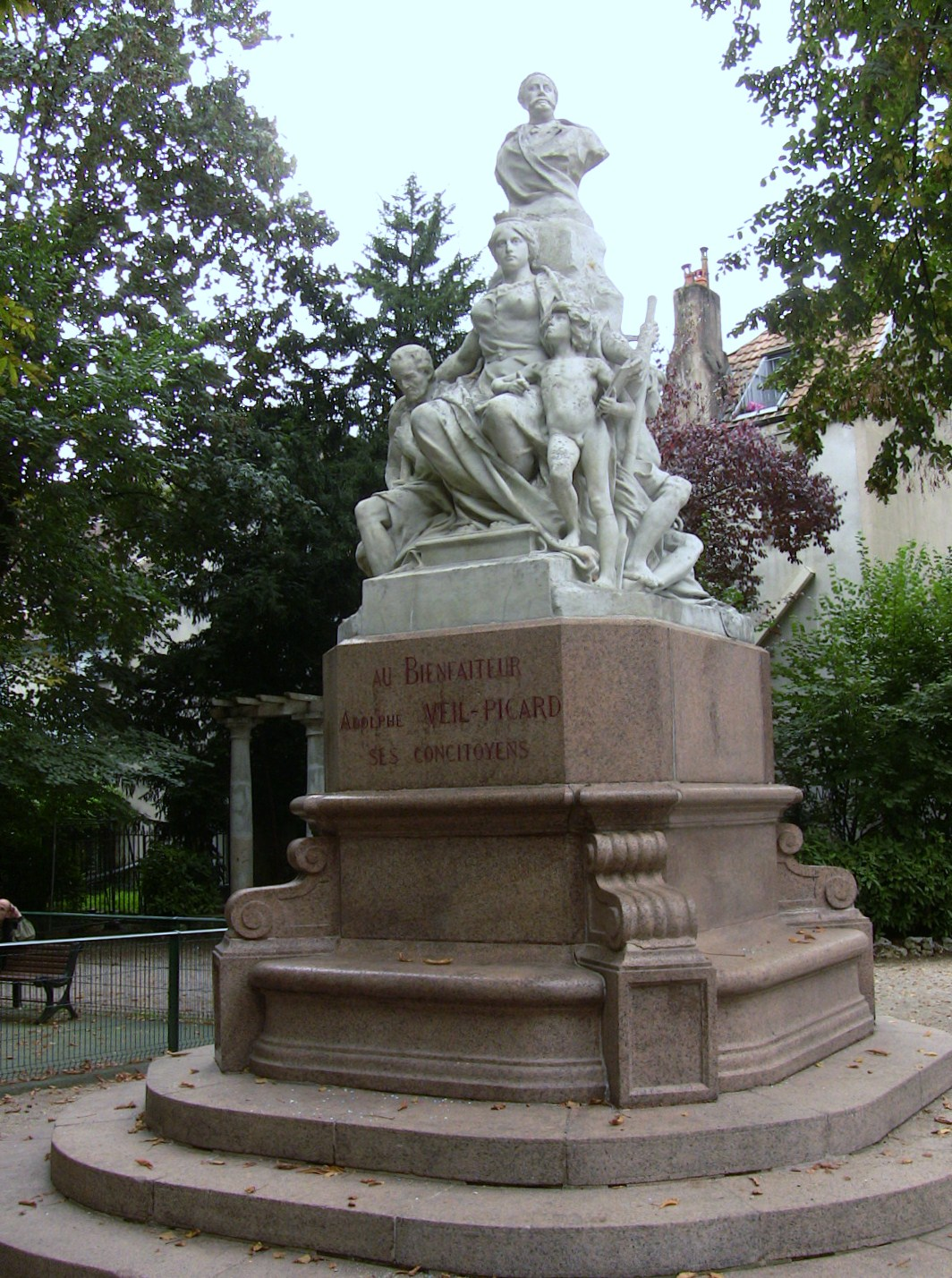
Le Monument Veil-Picard.

Quelques personnalités originaires d'Europe ont laissé leur empreinte à Besançon, tels le Genevois Laurent Mégevand, fondateur de l'horlogerie à Besançon, le scénariste franco-belge Jean-François Di Giorgio ainsi que le sculpteur Jean-Baptiste Francesqui d'origine italienne ayant été actif dans la ville. Les footballeurs Ryszard Tarasiewicz, Henri Skiba et Stefan Białas d'origine polonaise, Rudi Strittich et Camillo Jerusalem d'origine autrichienne ainsi que le Luxembourgeois Eddy Dublin ont joué au Besançon Racing Club. Mais d'autres personnalités bisontines ont eu des liens forts avec d'autres pays européens, comme Antoine Perrenot de Granvelle né à Besançon ; il fut archevêque de Malines-Bruxelles, conseiller d'État de Charles Quint et de Philippe II d'Espagne, Premier ministre des Pays-Bas espagnols, vice-roi de Naples et président du conseil suprême d'Italie et de Castille. Viviane Wade, la femme de l'actuel chef d'État du Sénégal Abdoulaye Wade, est née à Besançon.
De nombreuses personnalités juives bisontines originaires le plus souvent d'Europe centrale ont également contribué à l'histoire de la ville, notamment la famille Veil-Picard d'origine alsacienne, la famille Lipmann (fondatrice de Lip), la famille Weil ou encore les rabbins Paul Haguenauer et René Gutman.

### Les personnalités arabo-musulmanes
La capitale comtoise compte quelques personnalités originaires du Maghreb, dont la plupart sont de confession musulmane. On peut citer Rachid Djebaili, un footballeur algérien ayant grandi à Planoise, Mohamed Louhkiar un footballeur marocain, Khedafi Djelkhir un boxeur d'origine algérienne, Ghani Yalouz un lutteur né à Casablanca, le groupe de rap Mifa Saï Saï, le conseiller municipal Michel Omouri ou encore Salah Gaham, mort héroïquement en essayant d'arrêter des incendies de voitures durant les émeutes de 2005.
La ville compte plusieurs grandes familles issues de l'immigration, dont la plus importante et la plus connue est la famille Hakkar,. Originaire de Khenchela, les Hakkar ont une histoire typique des familles algéro-musulmanes de la capitale comtoise. Merzoug Hakkar est l'un des premiers Algériens à immigrer dans la ville en 1957, après avoir combattu aux côtés de la France pendant la Seconde Guerre mondiale, puis pour l'indépendance de l'Algérie. Sa famille le rejoint dans les années suivantes, et petit à petit, les Hakkar forment la plus importante famille de la ville, comptant actuellement environ 1 000 membres. Le plus illustre d'entre eux est le boxeur Morrade Hakkar, mais d'autres membres sont aussi médecins, avocats, cinéastes, chefs d'entreprise, etc. Un autre membre de la famille, Abdelhamid Hakkar, est condamné à perpétuité en 1989 pour le meurtre d'un policier, le brigadier Alain Schaffer. Après que la Cour européenne des droits de l'homme impose un nouveau procès, il est à nouveau condamné en 2003,.
On note également le passage d'un médecin d'origine judéo-libyenne : Aldo Naouri. Ayant passé quelques années dans la capitale comtoise, il a notamment beaucoup contribuer à la pédiatrie et dans une moindre mesure à la psychanalise.

### Les personnalités noires-africaines et asiatiques

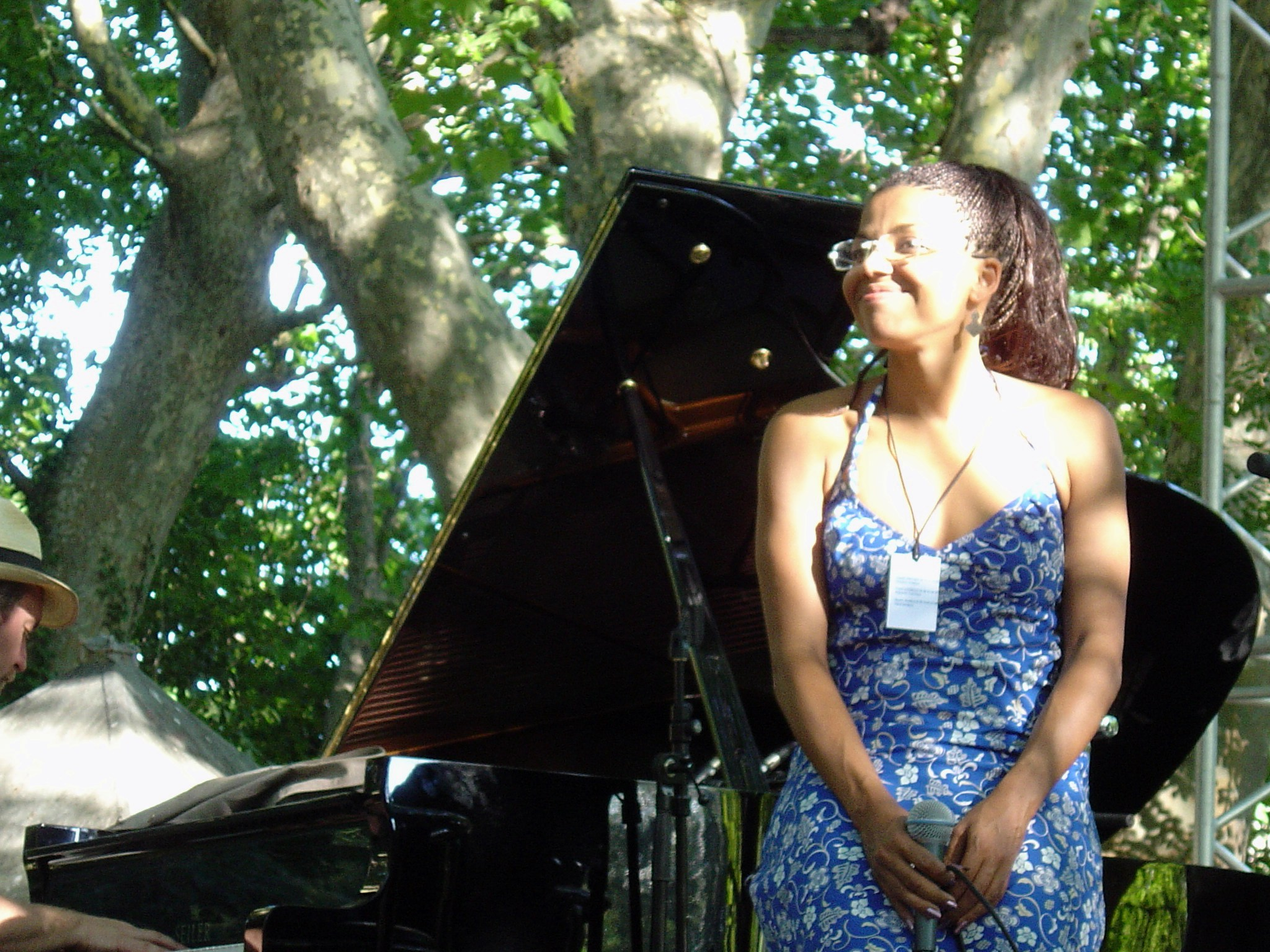
Mina Agossi au Charlie Jazz Festival, le 2 juillet 2005.

Il y a peu de personnalités noires-africaines originaires de la capitale comtoise, excepté la chanteuse de jazz franco-béninoise Mina Agossi et le Sénégalais Mamadou Thiam, ayant habité le quartier des Clairs-Soleils dès l'âge de 11 ans, où il grandira et fera ses premières armes sur les rings. Cependant, des grandes figures sont liées à la ville, comme l'actuel chef d'État sénégalais Abdoulaye Wade, docteur honoris causa de l'Université de Franche-Comté où il fit ses études de 1952 à 1955 avant d'effectuer un stage au Barreau de Besançon de 1955 à 1957 ; sa femme Viviane Wade est native de la ville. Les Burkinabés Tanguy Barro et Hamado Ouedraogo, les Ivoiriens Georges Ba et Jean-Jacques Domoraud, le Sénégalais David Amadou M'Bodji, le Congolais Thomas Florin, le Malien Moussa Traoré ainsi que Félicien Mbanza originaire du Burundi ont joué au Besançon Racing Club.
La ville compte une personnalité d'origine asiatique : le rappeur Lil Shaolin, dont l'un des parents est vietnamien. Il a tourné plusieurs clips sur la ville et sur le quartier de Planoise, dont les plus célèbres sont « à 25 000 km/h » ou « 2.5 triple zéro ». Un Indien est également populaire dans la capitale comtoise : Siva Sivasankaran, un vendeur de fleurs. Il était déjà bien connu des bisontins pour avoir vendu des roses dans des restaurants pendant de nombreuses années, mais son arrestation puis la menace d'une expulsion a fait mobiliser bon nombre de personnes dans la ville, lui donnant une certaine notoriété locale

## Compléments